# FC Schalke 04
Fußballclub Gelsenkirchen-Schalke 04 e.V. (w skrócie FC Schalke 04) – niemiecki klub sportowy z siedzibą w Gelsenkirchen. Został założony 4 maja 1904.
Drużyna piłkarzy występowała w Bundeslidze do sezonu 2023/24. W historii zapisała się jako siedmiokrotny mistrz Niemiec i czterokrotny zdobywca Pucharu Niemiec. Schalke 04 jest również utytułowane na arenie europejskiej. Jest zdobywcą Pucharu UEFA z 1997, gdy w finałowym dwumeczu pokonało Inter Mediolan. Barwami klubu są kolory niebieski i biały. Domowe spotkania drużyna piłkarska rozgrywa na obiekcie Veltins-Arena, mogącym pomieścić ponad 61 tysięcy widzów. Funkcję trenera pełni Thomas Reis. W sezonie 2007/2008 klub zajął 3. miejsce w lidze, rok później 8, zaś w sezonach 2009/2010 i 2017/2018 został wicemistrzem Niemiec. Nosi przydomki „Die Königsblauen” i „Die Knappen”. Do końca lat 30. także znany jako „Pollackenklub”.
Klub posiada także między innymi sekcje piłki nożnej kobiet, koszykówki, piłki ręcznej, lekkoatletyki, tenisa stołowego oraz e-sportu.
W 2021 roku po wyjątkowo słabym sezonie klub spadł do 2. Bundesligi. Zdarzyło się to pierwszy raz od blisko 30 lat. Rok później klub powrócił do Bundesligi, by po sezonie 2022/23 ponownie z niej spaść.

## Historia

### 1904–1912: Założenie klubu jako „Westfalia Schalke”
Kilku 14- i 15-letnich mieszkańców górniczej dzielnicy Schalke w mieście Gelsenkirchen pasjonowało się piłką nożną i pewnego dnia postanowili oni założyć klub piłkarski. 4 maja 1904 Josef Ferse, Wilhelm „Willy” Gies, Johann Kessel, Viktor Kroguhl, Heinrich Kullmann, Adolf Oetzelmann, Josef Seimetz i Willy van den Berg zgromadzili się w jednym z pubów w mieście i ostatecznie utworzyli klub, który nazwali wówczas Westfalia Schalke. Pierwszym miejscem, na którym swoje mecze miał rozgrywać nowy zespół, była łąka, a boisko to zwane było „Haus Goor”. Pierwszymi barwami klubu były kolory żółty i czerwony, które zapożyczono od ówczesnych strojów reprezentacji Holandii. Federacja Piłkarska Zachodnich Niemiec (Westdeutscher Spielverband) nie dopuściła jednak klubu w swoje szeregi uznając go za „dziki klub”, toteż zespół rozgrywał jedynie mecze z miejscowymi zespołami. Swój pierwszy rok istnienia Westfalia Schalke kończyła w składzie 16-osobowym.
W 1905 zawodnicy Westfalii Schalke zaczęli rozgrywać swoje spotkania na boisku przy Taubenstraße, ale z czasem zaczęli je dzielić z innymi lokalnymi drużynami. Z kolei w 1906 zmienili lokalizację na Rubens’schen Wiese pomiędzy Grenzstraße i Industriestraße. W 1907 zespół przeżywał braki funduszy i jego członkowie podjęli decyzję o nowych przychodach. Pięć fenigów miesięcznie mieli płacić należący do klubu uczniowie, a dziesięć fenigów miesięcznie – gimnazjaliści. Do końca roku skład klubu rozrósł się do 40 członków. W 1909 klub został zarejestrowany oficjalnie przez miasto Gelsenkirchen, jednak musiał spełnić wymóg – jego prezes musiał mieć ukończone 21 lat. Tym samym szefem Westfalii Schalke został Heinrich Hilgert.

### 1912–1924: Od „Turnverein 1877” do „FC Schalke 04”
W 1912 roku Westfalia Schalke podjęła próby mające na celu przyłączenie się do Zachodnioniemieckiego Związku Piłki Nożnej (Westdeutscher Spielverband), jednak początkowo były one nieudane. 13 lutego tamtego roku doszło więc do fuzji z Schalker Turnverein 1877, a prezesem nowego klubu został Fritz Unkel z Schalker Turnverein. Był on jednocześnie członkiem tamtejszego Westdeutscher Spielverband, toteż nowy klub od razu został przyjęty w szeregi związku. W 1914 wybuchła I wojna światowa, która miała wpływ na działanie klubu – zawieszono wówczas wszystkie rozgrywki piłkarskie w Niemczech, a kluby sportowe tymczasowo rozwiązano. W 1915 na drużyna została powołana na nowo, a jej prezesem został Robert Schuermann.
25 maja 1919 swój debiut w zespole w meczu z Erle 08 zaliczył Ernst Kuzorra, który wcześniej w lutym został członkiem zespołu. W późniejszych latach Kuzorra był podstawowym zawodnikiem zespołu z Gelsenkirchen. 24 lipca tamtego roku doszło do zmiany nazwy klubu i dotychczasową zastąpiono przez Turn- und Sportverein Schalke 1877. W 1920 klub liczył pięć drużyn seniorskich oraz cztery juniorskie. 6 czerwca tamtego roku Turn- und Sportverein Schalke 1877 wygrał 4:0 z BV 12 Gelsenkirchen i awansował z B-klasy do A-klasy ligi okręgu Gelsenkirchen, zwanej Bezirksmeisterschaft.
8 maja 1921 wywalczył po raz pierwszy mistrzostwo A-klasy po tym, jak pokonał takie zespoły jak SuS Essen-West 81, BV Stoppenberg i Westfalia Herne. Z kolei 3 sierpnia 1922 Schalke 1877 rozegrało swoje pierwsze w historii spotkanie z zagraniczną drużyną. Przeciwnikiem drużyny z Gelsenkirchen był austriacki pierwszoligowiec, Wiener Association FC. Mecz zakończył się zwycięstwem Austriaków 2:1. 20 maja 1933 Turn- und Sportverein Schalke 1877 wywalczył mistrzostwo ligi okręgowej. 5 stycznia 1924 doszło do rozłamu w zespole i wydzielono tylko sekcję piłkarską, którą nazwano Fußballklub Schalke 04 e.V. Zmieniono wówczas barwy klubu na niebiesko-białe, które obowiązują do dziś.

### 1924–1930: Mistrzostwo Niemiec Zachodnich
W sezonie 1924/1925 rozgrywek okręgowych jednym z czołowych zawodników Schalke 04 był 19-letni Ernst Kuzorra, a 7 maja 1924 zawodnikiem zespołu został jego późniejszy szwagier Fritz Szepan. 3 kwietnia 1925 pierwszym profesjonalnym trenerem zespołu został Heinz Ludewig, były środkowy napastnik Dusiburger Spielverein oraz reprezentacji Niemiec. Wiosną doprowadził on Schalke do trzech sukcesów. Pierwszym z nich było wywalczenie było mistrzostwa ligi podokręgu, a następnie ligi okręgowej zwanej Emscherkreismeisterschaft, dzięki zwycięstwu 3:0 nad Sportfreunde Essen 07. Trzecim z nich stało się zdobycie mistrzostwa Zagłębia Ruhry. Schalke wygrało wówczas najpierw z Preußen 07 Bochum, a następnie z Borussią Dortmund. Było to wówczas pierwsze w historii spotkanie pomiędzy Schalke a drużyną z Dortmundu, wygrane przez zawodników z Gelsenkirchen 4:2. Wtedy też po raz pierwszy pojawiło się pojęcie „Schalker Kreisel” (w tłumaczeniu na język polski Kreisel znaczy bąk), związane z wyrobionym i efektownym stylem gry drużyny, urozmaiconym płaskimi podaniami między zawodnikami.
11 kwietnia 1925 po zwycięstwie 3:1 nad STV Horst-Emscher Schalke ponownie został mistrzem regionu Gelsenkirchen, a tydzień później pokonało 2:1 Sportfreunde Essen 07 w Emscherkreismeisterschaft. Dzięki tej wygranej Schalke awansowało do Gauligi Ruhr, najwyższej wówczas klasy rozgrywkowej w Niemczech. W 1927 roku zawodnicy klubu z Gelsenkirchen wywalczyli jej mistrzostwo, a w decydującym o mistrzostwie Niemiec Zachodnich meczu przegrali 3:4 z Fortuną Düsseldorf. W maju tamtego roku zespół po raz pierwszy w swojej historii wystąpił w mistrzostwach kraju, jednak już w pierwszej rundzie uległ 1:3 TSV 1860 Monachium. W czerwcu 1927 zapadła decyzja o budowie nowego stadionu dla piłkarzy Schalke, a ich nowym trenerem został Austriak Gustav Wieser. 20 listopada 1927 Ernst Kuzorra zadebiutował w reprezentacji Niemiec w zremisowanym 2:2 towarzyskim meczu z Holandią, stając się tym samym pierwszym reprezentantem w historii klubu.
Wiosną 1928 roku zmieniono nazwę klubu na FC Gelsenkirchen-Schalke 04 w podziękowaniu władzom miasta Gelsenkirchen za sfinansowanie budowy stadionu, który nazwano Glückauf-Kampfbahn. W lipcu zespół uległ 2:4 Hamburger SV w pierwszej rundzie mistrzostw Niemiec, a we wrześniu zakończono budowę stadionu. Mecz otwarcia Schalke rozegrało z drużyną Tennis Borussia Berlin. Z kolei 23 września tamtego roku Kuzorra zdobył gola dla Niemiec w meczu z Norwegią (2:0). 23 września 1929 piłkarze Schalke zwyciężyli 2:1 z Meidericher Spielverei i tym samym po raz pierwszy w historii zdobyli mistrzostwo Niemiec Zachodnich. Odpadli jednak w rozgrywkach o prymat w kraju, gdy ulegli 1:4 Hercie Berlin.

### 1930–1933: Od skandalu po wicemistrzostwo Niemiec
Wiosną 1930 zespół Schalke wywalczył swoje drugie mistrzostwo Zachodnich Niemiec w historii. Zespół zawiódł jednak swoich kibiców w mistrzostwach kraju. Przeszedł pierwszą rundę wygrywając 6:2 z Arminią Hanower, jednak odpadł w kolejnej po porażce 2:6 z 1. FC Nürnberg. 25 sierpnia 1930 doszło do skandalu. Zachodnioniemiecki Związek Piłki Nożnej (Westdeutscher Spielverband) zawiesił wówczas 14 zawodników z pierwszego składu Schalke, w tym czołowych Hansa Tibulskiego, Fritza Szepana i Ernsta Kuzorrę. Powodem takiej decyzji był „brak amatorstwa” piłkarzy, którzy za swoją grę otrzymywali wypłatę w wysokości 10 marek niemieckich, podczas gdy maksymalna stawka ustanowiona przez związek wynosiła 5 marek. Kierownictwo klubu dodatkowo musiało zapłacić karę w wysokości 1600 marek na rzecz federacji.
1 czerwca 1931 roku Schalke rozegrało swój pierwszy mecz po banicji. Na Glückauf-Kampfbahn przybyło 70 tysięcy widzów, którzy zobaczyli zwycięstwo „Die Königsblauen” 1:0 nad Fortuną Düsseldorf. Zwycięskiego gola w tamtym spotkaniu zdobył Hans Tibulski. Przed sezonem 1931/1932 nowym trenerem został Hans Sauerwein. Doprowadził on Schalke do mistrzostwa Zachodnich Niemiec, ale nie zdołał wywalczyć mistrzostwa kraju po tym, jak Schalke odpadło w półfinale z Eintrachtem Frankfurt (1:2). Latem 1932 roku trenerem klubu został Kurt Otto, który później pracował z reprezentacją Polski. Schalke ponownie było najlepsze w swoim regionie, a w mistrzostwach Niemiec po raz pierwszy dotarło do finału. W Kolonii przy 60 tysiącach widzów Schalke poniosło porażkę 0:3 z Fortuną Düsseldorf i zostało wicemistrzem kraju.

### 1933–1945: Sześć tytułów mistrzowskich
W 1933 roku władzę w Niemczech zdobyła Narodowosocjalistyczna Niemiecka Partia Robotników. Odwołano wówczas zarząd Deutscher Fußball-Bund i powołano nowy, wywodzący się z NSDAP. W tym samym roku Schalke przystąpiło do nowo utworzonych rozgrywek – Gauliga Westfalen. Natomiast nowym trenerem zespołu został Hans Schmidt. W 1934 na Mistrzostwach Świata we Włoszech gracz Schalke Ernst Kuzorra był podstawowym zawodnikiem i wywalczył brązowy medal, stając się pierwszym zdobywcą medalu na Mundialu w barwach klubu z Gelsenkirchen. W czerwcu zespół wywalczył mistrzostwo Gauligi i równie udanie radził sobie w rozgrywkach o mistrzostwo Niemiec. Ostatecznie dotarł do finału. 24 czerwca 1934 zmierzył się w Berlinie z 1. FC Nürnberg. Po golach Kuzorry i Fritza Szepana zespół zwyciężył 2:1 i po raz pierwszy w swojej historii wywalczył tytuł mistrza Niemiec.
1 czerwca 1935 Schalke 04 zostało członkiem „Nationalsozialistischer Reichsbund für Leibesübungen”, czyli ówczesnych władz zarządzających piłką nożną w kraju. Piłkarze drużyny Schalke zostali po raz trzeci z rzędu mistrzem Westfalii i ponownie dotarli do finału mistrzostw Niemiec. 23 czerwca 1935 w obecności 74 tysięcy widzów w Kolonii „Die Königsblauen” podejmowali VfB Stuttgart. Mecz obfitował w bramki i ostatecznie zakończył się wynikiem 6:4 dla Schalke. Bramki w tamtym spotkaniu dla drużyny z Gelsenkirchen zdobywali: trzykrotnie Ernst Poertgen i po jednej Ernst Kalwitzki, Adolf Urban i Rudolf Gellesch. Z kolei 8 grudnia tamtego roku Schalke dotarło do finału Pucharu Niemiec, jednak na stadionie Rheinstadion w Düsseldorfie przegrało 0:2 z Nürnberg.
W 1936 roku zespół ponownie został mistrzem Gauligi Westfalii, a we wrześniu otwarto nową trybunę na Glückauf-Kampfbahn. Mierząca 114 metrów stała się największą trybuną w całych Niemczech. 3 stycznia 1937 Schalke po raz drugi w historii wystąpiło w finale krajowego pucharu, jednak uległo w Berlinie 1:2 zespołowi VfB Leipzig. Wiosną zawodnicy znów byli najlepsi w swoim regionie, a 20 czerwca rozegrali finał mistrzostw Niemiec z Nürnberg. Na Stadionie Olimpijskim w Berlinie Schalke wygrało 2:1 po golach Kalwitzkiego i Poertgena zostając tym samym trzeci raz mistrzem kraju. Z kolei w styczniu 1938 pokonało w takim samym stosunku Fortunę Düsseldorf w finale DFB-Pokal, dzięki czemu jako pierwszy klub w Niemczech zdobyło dublet.
Rok 1938 przyniósł kolejne mistrzostwo Zachodnich Niemiec, a piłkarze Gelsenkirchen jeszcze do 1944 roku nieprzerwanie okazywali wyższość nad innymi drużynami z regionu. 26 czerwca ponownie wystąpiło w finale rozgrywek krajowych, jednak po 90 minutach meczu z Hannoverem 96 był remis 3:3 i do rozstrzygnięcia potrzebne było powtórzenie spotkania. 3 lipca 1938 przy 100 tysiącach widzów Berlinie Schalke uległo w powtórce Hannoverowi 3:4 i zostało wicemistrzem Niemiec. Jednak rok 1939 przyniósł Schalke sukces w krajowych mistrzostwach. 18 czerwca w Berlinie zawodnicy nie dali szans Admirze Wiedeń wygrywając 9:0 (4:0). Bohaterem meczu był Kalwitzki, który strzelił 5 goli, a kolejne dołożyli Szepan, Urban, Tibulski i Kuzorra. Po tym sukcesie prezesem klubu przestał być Fritz Unkel, który został zastąpiony przez Heinricha Tschneschera.
Po sezonie 1939/1940 doszło też do zmiany pokoleń i powoli do zespołu wkraczała tzw. „Trzecia Generacja”, czyli „Die Dritte Schalker Generation”, którą tworzyli między innymi Herbert Burdenski, Willi Schuh i Bernhard Füller. Zespół ponownie wystąpił w finale o mistrzostwo Niemiec i ponownie wygrał (po raz piąty w historii), tym razem 1:0 z Dresdner SC po golu Kalwitzkiego. 22 czerwca 1941 w finale mistrzostw kraju Schalke wystąpiło z pochodzącym z Austrii Rapidem Wiedeń. Do 57. minuty prowadziło 3:0 po golach Gellescha, Eppenhofa i Hinza, jednak przegrało mecz 3:4 i zajęło 2. miejsce w rozgrywkach. Z kolei w listopadzie 1941 zespół nie zrehabilitował się za porażkę w Meisterschaft i w finale pucharu uległ 1:2 Dresdner SC.
5 lipca 1942 Schalke znów dotarło do finału rozgrywek o mistrzostwo kraju. Drugi raz z rzędu natrafiło w nim na drużynę z Wiednia, którą tym razem była Vienna. Ponad 100 tysięcy kibiców oglądało zwycięstwo Schalke 2:0, dla którego bramki zdobywali Kalwitzki i Szepan. Tym samym „Die Königsblauen” szósty raz w historii sięgnęli po tytuł mistrzowski i po raz szósty w ciągu ostatnich ośmiu sezonów. Z kolei w listopadzie piąty raz zagrali w finale Pucharu Niemiec, jednak przegrali w nim 0:2 z TSV 1860 Monachium. W lutym 1944 Schalke wygrało 4:1 z Borussią Dortmund i po raz jedenasty z rzędu wywalczyło mistrzostwo Westfalii. 4 lipca tamtego roku zmarł Fritz Unkel, były prezes klubu.

### 1945–1963: Gra w Oberlidze i kolejny tytuł
Po zakończeniu II wojny światowej rozgrywki w Niemczech wznowiono latem 1945, a swój pierwszy mecz Schalke 04 rozegrało 22 lipca w meczu z reprezentacją miasta Wanne-Eickel, z którą wygrało 7:1. Z kolei pierwsze ligowe spotkanie drużyny z Gelsenkirchen odbyło się 9 marca 1946 i były to derby miasta z Alemannią Gelsenkirchen, w których lepsze okazało się Schalke wygrywając 4:1. W lipcu 1946 rozpoczęła się przebudowa stadionu Glückauf-Kampfbahn, a Schalke wygrało rozgrywki ligi okręgowej. 23 lutego 1947 drużyna odniosła najwyższe w swojej historii w oficjalnych meczach, gdy pokonała 20:0 SpVgg Herten. Herbert Burdenski zdobył w tamtym meczu 11 goli. W rozgrywkach mistrzostw Westfalii Schalke dotarło do ćwierćfinału, w którym uległo Borussii Dortmund 2:3.
We wrześniu 1947 zainaugurowano w Niemczech nowe rozgrywki piłkarskie – Oberligę, a Schalke zostało przydzielone do strefy zachodniej. 14 września zespół rozegrał swoje pierwsze spotkanie i zremisował w nim 2:2 z Hamborn 07. Na koniec sezonu zajął 6. miejsce w lidze. Rok później drużyna z Gelsenkirchen spisała się jeszcze słabiej i zakończyła sezon na 12. miejscu w tabeli (na 16 uczestników). 12 listopada 1950 swoje piłkarskie kariery zakończyli Ernst Kuzorra i Fritz Szepan. Pożegnalny mecz odbył się na stadionie Schalke w obecności 25 tysięcy widzów. Przeciwnikiem był brazylijski klub Clube Atlético Mineiro, który uległ Niemcom 1:3.
Sezon 1950/1951 zakończył się dla zawodników Schalke 04 sukcesem, pierwszym od czasu utworzenia Oberligi. W decydującym o mistrzostwie ligi meczu drużyna zwyciężyła 4:1 ze Sportfreunde Katernberg. W mistrzostwach RFN przegrała jednak z 1. FC Kaiserslautern, a zawodnik Schalke Hans Kleina z 25 golami został królem strzelców Oberligi. W 1952 roku „Die Knappen” wywalczyli wicemistrzostwo ligi, ale w 1953 zajęli 6. miejsce. Z kolei w 1953 w decydującym o mistrzostwie spotkaniu z 1. FC Köln przegrali 2:4 i ostatecznie ukończyli ligę na 3. pozycji. W lipcu 1954 nowym trenerem drużyny został Austriak Edi Frühwirth, który poprzednio prowadził rodzimą reprezentację. 31 lipca tamtego roku rozpoczęto świętowanie 50. rocznicy istnienia klubu. Jednym z najważniejszych momentów tej uroczystości był mecz z Hannoverem 96, ówczesnym mistrzem kraju, który Schalke 04 wygrało 5:1. Z okazji rocznicy wybudowano nową trybunę na Glückauf-Kampfbahn, a także dobudowano sanitariaty.
Pierwszy sezon pod wodzą trenera Frühwirtha zakończył się 5. miejscem w Oberlidze, a także awansem do finału Pucharu Niemiec. Jednak w finale w Brunszwiku piłkarze Schalke 04 ulegli 2:3 Karlsuher SC (oba gole dla Schalke zdobył Helmut Sadlowski). Sezon 1955/1956 zakończył się wicemistrzostwem Oberligi, a kolejny zajęciem w niej 4. miejsca. Jednak w 1958 roku sukces odniósł trener Frühwirth, który doprowadził zespół do finału mistrzostw kraju. 18 maja 1958 w obecności 80 tysięcy widzów w Hanowerze Schalke podejmowało Hamburger SV. Dwa gole zdobył kapitan drużyny Bernhard Klodt i jednego dołożył Manfred Kreuz, a „Die Königsblauen” dzięki zwycięstwu 3:0 sięgnęli po swój ósmy w historii tytuł mistrzowski.
Jesienią 1959 Schalke 04 po raz pierwszy wystąpiło w europejskich pucharach i jako mistrz RFN zagrało w edycji 1958/1959 Pucharu Mistrzów. W pierwszej rundzie natrafiło na mistrza Danii, Kjøbenhavns Boldklub. W Kopenhadze przegrało 0:3, jednak w rewanżu na własnym stadionie odrobiło straty i zwyciężyło 5:2, a gole dla Niemców zdobywali: dwa Bernhard Klodt i po jednym Helmut Sadlowski, Hans Nowak i Günther Brocker. Do rozstrzygnięcia awansu potrzebny był jednak trzeci mecz, który odbył się dwa tygodnie później w Enschede. Po golach Sieberta, Nowaka i Klodta Schalke wygrało 3:0 i awansowało do 1/8 finału. Tam natrafiło na mistrza Anglii, Wolverhampton Wanderers i w meczu wyjazdowym zremisowało 2:2 (gole Sieberta i Koslowskiego). Natomiast w Gelsenkirchen wygrało 2:1 po bramkach Kördella i Sieberta, dzięki czemu przeszło do ćwierćfinału. Na 1/4 zakończyło jednak swój udział w Pucharze Europy. Uległo w Madrycie z tamtejszym Atlético 0:3, a u siebie zremisowało 1:1 (gol Nowaka).
W 1960 Schalke zajęło 4. miejsce w Oberlidze. Sezon 1960/1961 zakończyli na 3. miejscu, a kolejny na 2. pozycji. Sezon 1962/1963 był ostatnim w historii Oberligi. Ostatni mecz Schalke w tych rozgrywkach odbył się 12 maja 1963 przeciwko Fortunie Düsseldorf. 2 czerwca 1963 Schalke 04 rozegrało u siebie towarzyskie spotkanie z Santos FC, który przyjechał w składzie z Pelém, dwukrotnym mistrzem świata z reprezentacją Brazylii. Santos wygrał 2:1, a piłkarze tego klubu otrzymali za grę 150 tysięcy marek.

### 1963–1981: Bundesliga, skandal oraz spadek do drugiej ligi
Rok 1963 przyniósł ważne wydarzenie piłce nożnej w Niemczech. Deutscher Fußball-Bund utworzył nowe rozgrywki w kraju – Bundesligę, składającą się pierwotnie z 16 drużyn. W skład między innymi weszło Schalke 04, a w premierowym sezonie zespół ten poprowadził trener Georg Gawliczek. 24 sierpnia S04 rozegrało swoje pierwsze spotkanie w Bundeslidze i wygrało u siebie z VfB Stuttgart 2:0, a bramki dla Schalke zdobywali Willi Klosowski i Waldi Gerhardt. Na koniec sezonu 1963/1964 drużyna z Gelsenkirchen zajęła 8. miejsce w lidze. W 1964 Niemiecka Federacja Piłkarska nie chciała nadać licencji Schalke 04 z powodów finansowych. Klub zmuszony był sprzedać obiekt Glückauf-Kampfbahn miastu Gelsenkirchen, a ze stanowiska prezesa musiał ustąpić Hans-Georg König. Jego miejsce zajął Fritz Szepan, a zespół ostatecznie otrzymał licencję. W sezonie 1964/1965 zespół poprowadził austriacki szkoleniowiec Fritz Langner, jednak złożony z kilku reprezentantów Republiki Federalnej Niemiec zajął ostatnią 16. lokatę w lidze. Drużyna nie spadła jednak do drugiej ligi dlatego, że powiększono pierwszą ligę do 18 drużyn, a dodatkowo licencji nie uzyskała Hertha BSC. Kolejne trzy sezony pod wodzą Langnera, a także Karla-Heinza Marotzke i Güntera Brockera również nie były dla Schalke udane, gdyż zespół zajmował miejsca w dolnej połówce tabeli.

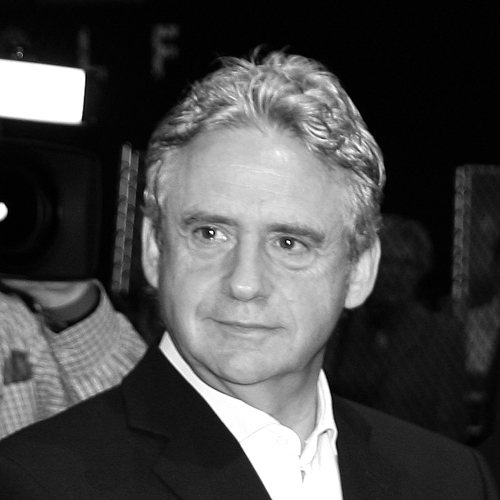
Helmut Kremers, gracz Schalke w latach 70., brat-bliźniak Erwina i mistrz świata z 1974

W 1967 roku miasto Gelsenkirchen podjęło uchwałę o budowie nowego stadionu dla Schalke 04. W 1968 trenerem klubu został Rudi Gutendorf, który zajął z „Die Knappen” 7. miejsce w sezonie 1968/1969 i 9. w sezonie sezonie 1969/1970. 14 czerwca 1969 roku Schalke wystąpiło w finale Pucharu RFN, po raz siódmy w swojej historii. Drużyna przegrała jednak we Frankfurcie nad Menem 1:2 z Bayernem Monachium.
Dzięki temu, iż Bayern został mistrzem Bundesligi, Schalke wystąpiło w rozgrywkach Pucharu Zdobywców Pucharów 1969/1970. W pierwszej rundzie przeciwnikiem Schalke 04 był irlandzki Shamrock Rovers z Dublina. W pierwszym meczu w Irlandii Niemcy ulegli 1:2 (gol Hansa Pirknera), jednak w rewanżu w Gelsenkirchen zwyciężyli 3:0 (gole zdobywali Reinhard Libuda, Hans Pirkner i Hans-Jürgen Wittkamp). W kolejnej rundzie przeciwnikiem „Die Knappen” był zdobywca Pucharu Szwecji IFK Norrköping. W całym dwumeczu padł tylko jeden gol (autorstwa Klausa Scheera), w rewanżu w Niemczech, gdy Schalke zwyciężyło 1:0. Także ćwierćfinałowy dwumecz zakończył się dla Niemców pomyślnie. Wygrali oni w Zagrzebiu z Dinamem Zagrzeb 3:1 po bramkach Pirknera, Fichtela i Bechera, a u siebie mecz zakończył się wynikiem 1:0 po golu Scheera. Ostatnią przeszkodą Schalke 04 w drodze do finału Pucharu Zdobywców Pucharów był angielski Manchester City. Po zwycięstwie 1:0 u siebie (gol Libudy) Niemcy ulegli w Manchesterze 1:5 (honorowa bramka Libudy) i odpadli z rozgrywek.
17 kwietnia 1971 Schalke przegrało mecz ligowy z Arminią Bielefeld 0:1. Wyszło jednak na jaw, iż zawodnicy otrzymali po 2300 marek za przegranie spotkania. W RFN wybuchł skandal, który niemieckie gazety nazwały „Bundesliga-Skandal”. Okazało się, że w ustawianie wyników meczów Bundesligi i Pucharu Niemiec zamieszanych było 53 zawodników, 2 trenerów i 6 działaczy klubowych z całych Niemiec. Do korupcji przyznało się jedynie trzech zawodników, w tym Pirkner z Schalke. W grudniu 1975 proces został zakończony, a zawodnicy ukarani grzywnami.

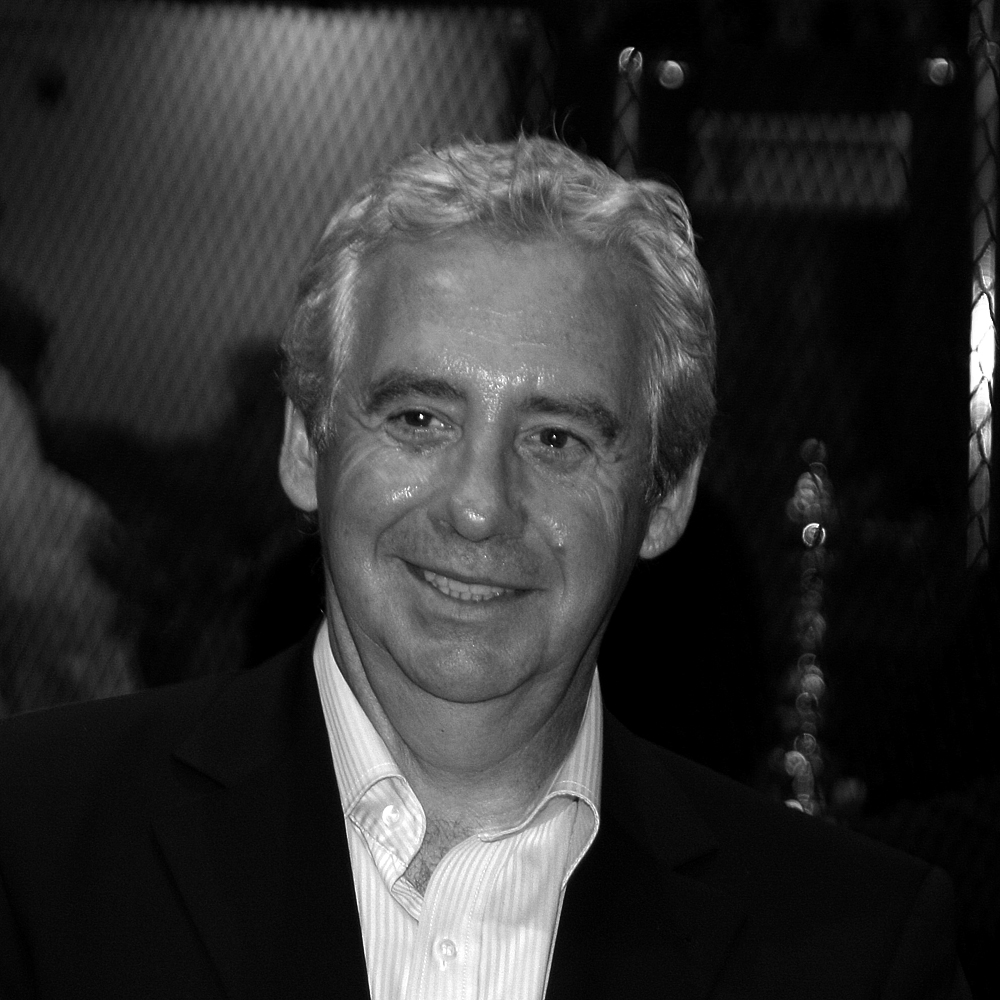
Erwin Kremers, gracz Schalke w latach 70. i bliźniak Helmuta Kremersa

Przed sezonem 1971/1972 trenerem zespołu został Jugosłowianin Ivica Horvat i wywalczył z Schalke wicemistrzostwo Niemiec. 1 lipca 1972 w finale Pucharu Niemiec, rozegranym w Hanowerze Schalke pokonało 5:0 1. FC Kaiserslautern po golach Helmuta Kremersa (2), Klausa Scheera, Herberta Lütkebohmerta i Klausa Fischera, dzięki czemu drugi raz w historii zdobyło puchar. W Pucharze Zdobywców Pucharów 1972/1973 trafił na Sławię Sofia. Wygrał 2:1 (gole Rüssmanna i Fischera) oraz 3:1 (gole Brauna, Scheera i Lütkebohmerta) po tym, jak drugi mecz został powtórzony. W 1/8 finału Schalke wyeliminowało irlandzki Cork Hibernians (0:0 i 0:3 po trafieniach Ehmke, Brauna i Erwina Kremersa), ale odpadło w ćwierćfinale. Przeciwnikiem Niemców w 1/4 była Sparta Praga, która przegrała w Gelsenkirchen 1:2 (gole Ehmke i Rüssmanna), ale u siebie wygrała 3:0.
9 czerwca 1973 rozegrano ostatnie spotkanie ligowe na stadionie Glückauf-Kampfbahn, które Schalke 04 wygrało 2:0 z Hamburger SV. Niedługo potem oddano do użytku nowy obiekt, Parkstadion, który kosztował około 56 milionów marek. Inauguracyjne spotkanie Schalke rozegrało 4 sierpnia przeciwko Feyenoordowi Rotterdam i przegrało 1:3. 11 sierpnia 1973 roku w meczu ligowym z VfB Stuttgart zadebiutował Rüdiger Abramczik. W chwili debiutu liczył sobie 17 lat i 175 dni stając się tym samym najmłodszym w historii piłkarzem Bundesligi. Trener Horvat pracował w klubie do 1975 roku, ale nie odniósł sukcesów. W sezonem 1975/1976 Schalke prowadzone przez Maximiliana Merkela było szóste w lidze, a Klaus Fischer z 29 golami na koncie został królem strzelców Bundesligi, pierwszym w barwach Schalke. Z kolei w 1977 roku drużyna nowego trenera Friedela Rauscha wywalczyła wicemistrzostwo kraju. Wystąpiła w Pucharze UEFA 1976/1977, ale odpadła w 3. rundzie po meczach z RWD Molenbeek. Z kolei w 1978 odpadła po 2. rundzie Pucharze UEFA 1977/1978 przegrywając 2:4 i 1:3 z 1. FC Magdeburg. W kolejnych sezonach najlepszym strzelcem zespołu był Klaus Fischer, jednak zespół nie osiągał sukcesów ani w rozgrywkach ligowych, ani w krajowym pucharze. Ostatecznie w sezonie 1980/1981 drużyna zajęła przedostatnie 17. miejsce i po raz pierwszy w swojej historii spadła do drugiej ligi. Trenerem zespołu był wówczas Jugosłowianin Fahrudin Jusufi.

### 1981–1991: Pięć sezonów w drugiej lidze
Sezon 1981/1982 Schalke 04 spędziło w drugiej lidze pod wodzą trenera Sigfrieda Helda. 29 maja 1982 po zwycięstwie 4:0 nad Wormatią Worms Schalke powróciło po roku do pierwszej ligi. Sezon 1982/1983 Schalke zakończyło go na 3. miejscu od końca. W czerwcu miało więc rozegrać baraże z 3. drużyną drugiej ligi, Bayerem Uerdingem. U siebie zremisowało 1:1, a na wyjeździe przegrało 1:3 i drugi raz w swojej historii spadło o klasę niżej. Po drugim spadku Schalke 04 do drugiej ligi trener Held został zwolniony, a w jego miejsce zatrudniono Diethelma Fernera. 6 sierpnia 1983 roku w meczu z SC Charlottenburg (3:0) w barwach „Die Knappen” zadebiutował 17-letni wówczas Olaf Thon, będący przez kolejne dwie dekady czołową postacią klubu. 20 maja 1984 dzięki zwycięstwu 2:0 nad Fortuną Köln Schalke ponownie wywalczyło awans do pierwszej ligi RFN.
Ferner pracował w Schalke jeszcze przez dwa lata. W sezonie 1984/1985 utrzymał się z tym klubem w lidze zajmując 8. miejsce. Z kolei sezon 1985/1986 Schalke zakończyło na 10. pozycji w tabeli. Latem 1986 nowym trenerem zespołu został Rolf Schafstall. On z kolei doprowadził drużynę z Gelsenkirchen do zajęcia 13. pozycji. Nastąpiła zmiana na stanowisku menedżera zespołu – Rudolfa Assauera zastąpił były gracz Schalke Rolf Rüssmann. Natomiast w grudniu 1987 doszło do zmiany trenera, którym został Horst Franz, a Schafstall odszedł do Bayeru Uerdingen. 2 kwietnia 1988 Schalke uległo Bayernowi Monachium 1:8 rozpoczynając serię 8 kolejnych meczów bez zwycięstwa. Ostatecznie na koniec sezonu 1987/1988 zespół zajął ostatnie miejsce w lidze i po raz trzeci w ciągu 7 lat spadł do drugiej ligi, a jego najlepszy strzelec Olaf Thon odszedł do Bayernu.
Po kolejnej degradacji zrezygnował prezes klubu Günter Siebert. Jego miejsce zajął Michael Zylka, ale na stanowisku prezesa wytrzymał tylko trzy dni nie mogąc dojść do porozumienia z menedżerem Rüssmannem. Przed sezonem 1988/1989 trenerem drużyny został Diethelm Ferner. Na początku 1989 wybrano nowego prezesa Schalke. Został nim Günter Eichberg, który utworzył z Schalke spółkę z ograniczoną odpowiedzialnością. W kwietniu 1989 nowym szkoleniowcem został Peter Neururer, a menedżerem były zawodnik klubu Helmut Kremers. Schalke zajęło jednak dopiero 12. pozycję w drugiej lidze. Latem 1989 do klubu przybyli dwaj reprezentanci Związku Radzieckiego Aleksandr Borodiuk i Wołodymyr Luty, pierwsi z tego kraju w historii ligi niemieckiej. W 1990 roku Schalke znów nie wywalczyło awansu do pierwszej ligi, ale udało się to rok później pod wodzą jugosłowiańskiego trenera Aleksandara Risticia. Tym samym po trzech latach Schalke powróciło w szeregi niemieckich pierwszoligowców.

### 1991–1999: Zdobycie Pucharu UEFA

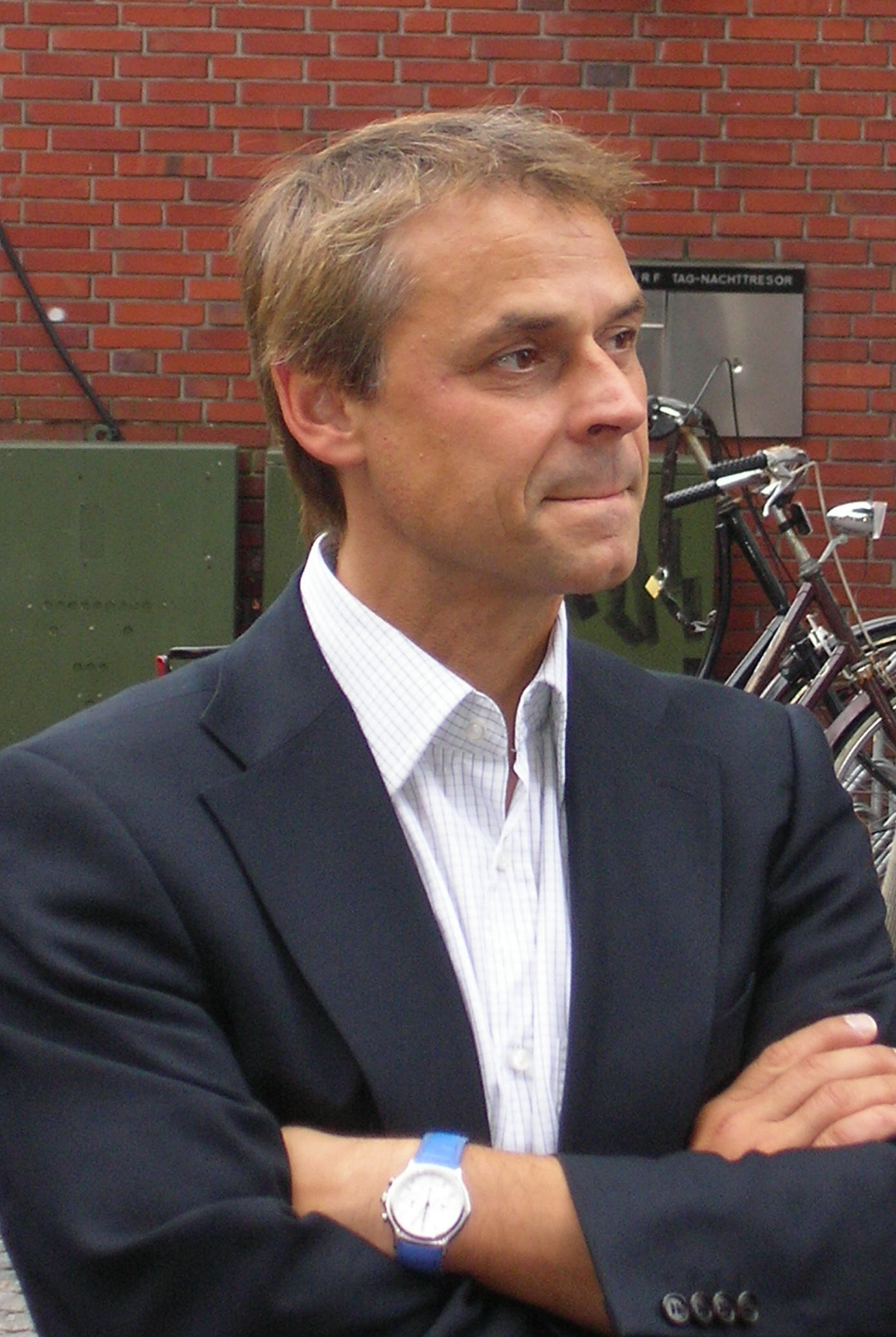
Olaf Thon, wieloletni zawodnik Schalke i zdobywca Pucharu UEFA

Latem 1991 roku zreorganizowano rozgrywki po zjednoczeniu Niemiec. Po awansie Schalke prezes Günter Eichberg zatrudnił nowego menedżera Güntera Netzera. Pracował on do kwietnia 1992 i został zwolniony podobnie jak trener Aleksandar Ristić. Nowym szkoleniowcem zespołu został wówczas Klaus Fischer, który pracował do końca sezonu 1991/1992, w którym Schalke zajęło 11. pozycję. Latem 1992 nowym trenerem został Udo Lattek. W kwietniu Eichberg zmuszony był do zniesienia spółki z ograniczoną odpowiedzialnością z powodu gróźb odebrania licencji przez Deutscher Fußball-Bund, przez co klub stracił 20 milionów marek. Sezon 1992/1993 Schalke pod wodzą Lattka, a potem Helmuta Schulte zakończyło na 10 pozycji.
16 października 1993 zwolniony został Schulte, po porażce 1:3 z SC Freiburg. Schulte na 20 możliwych do zdobycia punktów wywalczył tylko 5. Jego miejsce zajął Jörg Berger, który poprzednio pracował w 1. FC Köln. W swoim trenerskim debiucie na ławce Schalke przegrał 1:5 z Bayerem 04 Leverkusen i dzień po tym spotkaniu do dymisji podał się prezes Eichberg. Do 16. kolejki zespół zajmował ostatnie miejsce w lidze, jednak od czasu zwycięstwa 4:1 nad SG Wattenscheid 09 drużyna zaczęła piąć się w górę tabeli. 7 lutego 1994 nowym prezesem został Bernd Tönnies, zarządzający firmą mięsną. Ostatecznie trener Berger pomógł drużynie w utrzymaniu i zajął z Schalke 14. miejsce w lidze. W czerwcu 1994 roku sześcioletni kontrakt z klubem podpisał Olaf Thon, który tym samym powrócił do klubu po 6 latach gry w barwach Bayernu Monachium. Natomiast 1 lipca prezesem przestał być Tönnies, a we wrześniu nowym zarządzającym klubem został Helmut Kremers. W październiku Rada Nadzorcza klubu zarzuciła nowym władzom brak kompetencji, a w grudniu wybrano nowego prezesa, Gerharda Rehberga. Sezon 1994/1995 zakończył się dla Schalke zajęciem 11. miejsca w Bundeslidze.

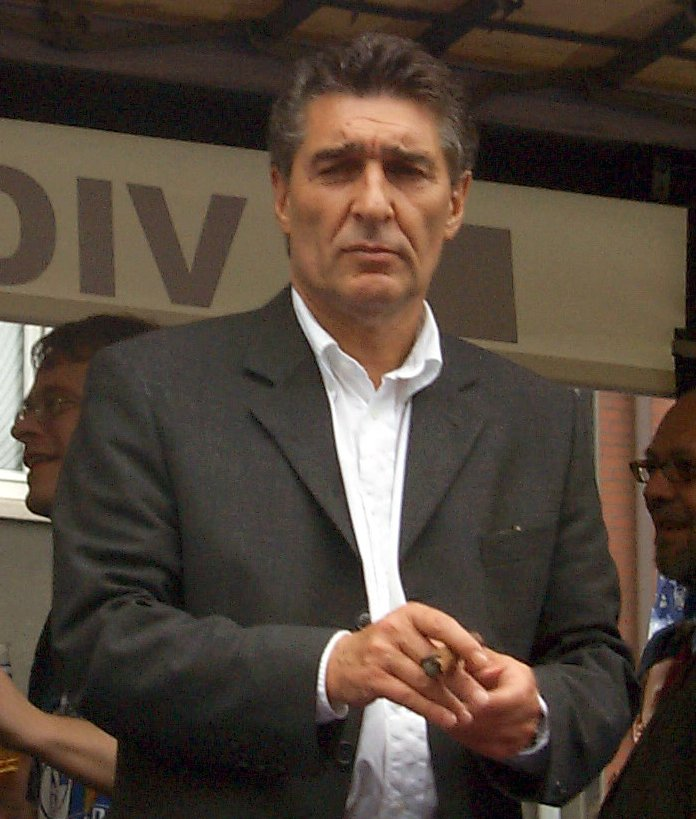
Rudolf Assauer, menedżer Schalke w latach 1993–2006

Przed rozpoczęciem sezonu 1995/1996 Schalke zakupiło między innymi napastnika Borussii Mönchengladbach Martina Maxa, Niemca polskiego pochodzenia, a także reprezentanta Czech Radoslava Látala z Sigmy Ołomuniec i reprezentanta Stanów Zjednoczonych Thomasa Dooleya. W 31. kolejce ligowej zespół zajmował 4. miejsce w lidze, a dzięki zwycięstwu w 32. kolejce 3:0 na wyjeździe z Eintrachtem Frankfurt awansował na 3. pozycję i taką też zajął na koniec sezonu. Było to najwyższe miejsce Schalke w lidze od 1977, dzięki czemu zespół zakwalifikował się do Pucharu UEFA.
Latem 1996 do zespołu trafili między innymi Holendrzy Johan de Kock i Marco van Hoogdalem z Rody JC Kerkrade oraz Belg Marc Wilmots ze Standardu Liège. W październiku zwolniony został trener Berger, a w jego miejsce przybył holenderski szkoleniowiec Huub Stevens. Swój start w Pucharze UEFA 1996/1997 Schalke rozpoczęło od 1/32 finału, w której na trafiło na Rodę Kerkrade. Pierwszy mecz na Parkstadion zakończył się zwycięstwem Niemców 3:0 po dwóch golach Wilmotsa oraz jednym Youriego Muldera. W rewanżu w Holandii padł remis 2:2, a bramki dla „Die Knappen” zdobywali Amerykanin David Wagner oraz ponownie Wilmots. W 1/16 finału rywalem Schalke był turecki Trabzonspor. Po wygranej 1:0 na własnym stadionie po golu Maxa Schalke zremisowało na wyjeździe 3:3 (dwa gole de Kocka i jeden Maxa) i awansowało do dalszej rundy. W niej podopieczni Huuba Stevensa natrafili na belgijski Club Brugge. W Brugii ulegli gospodarzom 1:2 (honorowe trafienie Büskensa), ale u siebie zwyciężyli 2:0 po bramkach Maxa i Muldera. Zawodnicy Schalke przeszli także kolejną przeszkodę, tym razem będąc lepszym w ćwierćfinałowym dwumeczu od Valencii. Na Parkstadion wygrali 2:0 po golach Thomasa Linke i Marka Wilmotsa, by w Walencji zremisować 1:1 (gol Muldera). W półfinale los skojarzył Schalke z inną hiszpańską drużyną, CD Tenerife. Na Teneryfie Niemcy przegrali 0:1, a u siebie do 90. minuty prowadzili 1:0 po golu Linke. Do rozstrzygnięcia dwumeczu potrzebna była dogrywka i w 108. minucie gola dającego awans Schalke 04 do finału zdobył Wilmots. Przeciwnikiem Schalke w finale miał być włoski klub Inter Mediolan. 7 maja 1997 na Parkstadion w obecności blisko 57 tysięcy widzów gospodarze zwyciężyli 1:0, a jedyną bramkę meczu w 70. minucie strzelił Wilmots. Równo dwa tygodnie później odbył się rewanż na San Siro w Mediolanie. Do 85. minuty zdobywcą Pucharu UEFA było Schalke, jednak wtedy Jensa Lehmanna pokonał Chilijczyk Iván Zamorano. 5 minut później sędzia spotkania José García Aranda zarządził dogrywkę, która nie przyniosła rozstrzygnięcia i o zwycięstwie którejś z drużyn miała decydować seria rzutów karnych. W pierwszej kolejce trafił Ingo Anderbrügge, ale spudłował Zamorano. Następnie bramki z jedenastek zdobywali Olaf Thon, Youri Djorkaeff i Martin Max, a w 3. kolejce nie trafił Aron Winter z Interu. W 4. kolejce skutecznie swój karny wykonał Wilmots i Schalke zwyciężyło 4:1, dzięki czemu zdobyło swój pierwszy w historii europejski puchar. Zespół nie osiągnął jednak sukcesu w Bundeslidze i zajął w niej 12. pozycję.
Finał Pucharu UEFA
| 7 maja 1997 | Schalke 04 Gelsenkirchen · Marc Wilmots 70' | 1:00:0 | Inter Mediolan | Parkstadion, Gelsenkirchen Widzów: 56 824 Sędzia: Marc Batta (Francja) |
|             |                                             |        |                |                                                                        |

Finał Pucharu UEFA
| 21 maja 1997                                  | Inter Mediolan · Iván Zamorano 85' | 1:0 k. 1:40:0                                            | Schalke 04 Gelsenkirchen | San Siro, Mediolan Widzów: 83 434 Sędzia: José García Aranda (Hiszpania) |
|                                               |                                    |                                                          |                          |                                                                          |
|                                               |                                    | Rzuty karne                                              |                          |                                                                          |
| Iván Zamorano · Youri Djorkaeff · Aron Winter |                                    | Ingo Anderbrügge · Olaf Thon · Martin Max · Marc Wilmots |                          |                                                                          |

W sezonie 1997/1998 Schalke miało szanse zająć 3. pozycję w lidze, jednak po 32. kolejce spadło nawet na 6. miejsce, a ostatecznie zakończyło go na 5. pozycji. W Pucharze UEFA wystąpiło jako obrońca trofeum. Przeszło 1/32 finału pokonując Hajduk Split 2:0 (dwa gole Michaëla Goossensa) i 3:2 (dwa gole René Eijkelkampa i jeden Marka Wilmotsa), a następnie 1/16 finału po meczach z Anderlechtem wygrywając 1:0 (gol Thona) i 2:1 (bramki van Hoogdalema i Wilmotsa). Schalke awansowało ostatecznie do ćwierćfinału, gdy w 1/8 finału wygrało dwumecz z SC Braga (0:0 i 2:0 po golach Maxa i Eijkelkampa). W 1/4 natrafiło na Inter, który zrewanżował się za porażkę w finale rok wcześniej. Włosi wygrali u siebie 1:0, a w Gelsenkirchen zremisowali 1:1 po dogrywce (gola dla Schalke zdobył Goossens).
Latem 1998 doszło do zmiany składu. Drużynę opuścili bramkarz Jens Lehmann, który odszedł do Milanu, a także Thomas Linke, który zasilił szeregi Bayernu Monachium. Na ich miejsce zakupiono dotychczasowego golkipera Werderu Brema, Olivera Recka oraz belgijskiego obrońcę Nico Van Kerckhovena z Lierse SK, Svena Kmetscha z Hamburger SV i tureckiego napastnika Hamiego Mandıralı. Z kolei 21 listopada 1998 oficjalnie rozpoczęto budowę nowego stadionu Schalke, Arena auf Schalke. W Pucharze UEFA 1998/1999 Schalke rozegrało tylko jedną rundę, 1/32 finału ze Slavią Praga. Na Parkstadion zwyciężyło 1:0 po golu Wilmotsa i tyle samo przegrało w Pradze by ostatecznie zostać pokonanym po rzutach karnych 4:5. Sezon Bundesligi 1998/1999 zakończył się dla Schalke zajęciem 10. miejsca.

### 1999–2010: Liga Mistrzów i czołówka Bundesligi

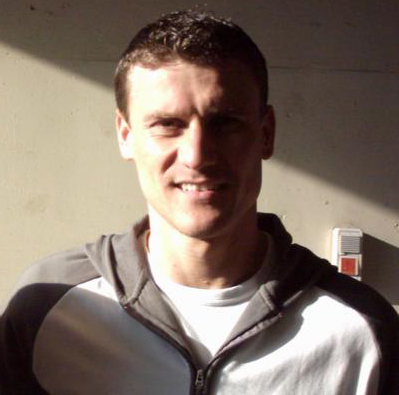
Ebbe Sand, najskuteczniejszy obcokrajowiec w historii Schalke (stan na marzec 2009)

Latem 1999 do Schalke przybył reprezentant Danii, Ebbe Sand z Brøndby IF, a także Ghańczyk z niemieckim paszportem Gerald Asamoah z Hannoveru 96, Holender Niels Oude Kamphuis z FC Twente czy Polak Tomasz Wałdoch z VfL Bochum, który z czasem stał się kapitanem zespołu. Z kolei w zimowym oknie transferowym w 2000 roku zakupiono Belga Émile’a Lokondę Mpenzę za 17 milionów marek ze Standardu Liège, stając się najdroższym piłkarzem w historii klubu. Transfery nie pomogły jednak zespołowi, który zajął 12. pozycję w sezonie 1999/2000. Przed kolejnym sezonem ponownie doszło do zmian w składzie. Przybyli: drugi Polak Tomasz Hajto z MSV Duisburg, Jörg Böhme z Arminii Bielefeld oraz mistrz świata z 1990 i Europy z 1996 Andreas Möller z Borussii Dortmund. Z kolei Marc Wilmots został sprzedany do Girondins Bordeaux, a Belg Michaël Goossens powrócił do ojczyzny. Do końca sezonu 2000/2001 Schalke walczyło o tytuł mistrza kraju z Bayernem Monachium. W ostatniej kolejce ligowej zwyciężyło 5:3 ze SpVgg Unterhaching, a Bayern w meczu z Hamburger SV stracił gola w 90. minucie po strzale Sergeja Barbareza, jednak w 94. minucie wyrównał po bramce strzelonej przez Szweda Patrika Anderssona i to klub z Bawarii został mistrzem Niemiec z jednym punktem przewagi nad Schalke. Ebbe Sand z 22 golami został wraz z Barbarezem współkrólem strzelców ligi, drugim w historii w barwach Schalke. 26 maja 2001 Schalke wystąpiło w finale Pucharu Niemiec i po dwóch golach Jörga Böhme pokonało grający w Regionallidze Union Berlin 2:0. Zdobyło tym samym swój trzeci w historii puchar kraju.

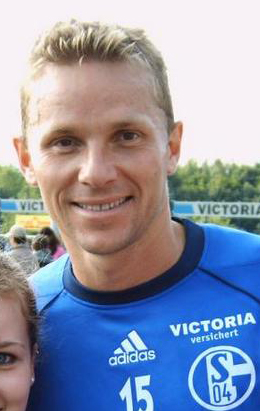
Tomasz Wałdoch, kapitan Schalke w latach 2000–2004

W letnim oknie transferowym 2001 z klubu odeszli: Radoslav Látal, który powrócił do Sigmy Ołomuniec, a kariery zakończyli Thorsten Legat i Johan de Kock. Wzmocniono za to skład takimi zawodnikami jak: Sven Vermant z Club Brugge, Aníbal Matellán z Boca Juniors, Victor Agali z Hansy Rostock i powracający z Bordeaux, Marc Wilmots. 13 sierpnia otwarto wybudowany już stadion Arena Auf Schalke, którego budowa pochłonęła ponad 190 milionów euro. Stadion stanął niedaleko poprzedniego obiektu Schalke, Parkstadionu. W lidze drużyna Huuba Stevensa zajęła 5. pozycję. Natomiast jesienią 2001 wystąpiła po raz pierwszy w historii w fazie grupowej Ligi Mistrzów. W swoim debiucie w tych rozgrywkach uległa na własnym stadionie 0:2 Panathinaikosowi Ateny, a w 2. kolejce przegrała na wyjeździe z Arsenalem 2:3 (gole Mpenzy i van Hoogdalema). W następnej kolejce również nastąpiła porażka wicemistrzów Niemiec, którzy na Parkstadion nie sprostali Mallorce przegrywając 0:1. Rewanż z hiszpańską drużyną był jednak bardziej udany i w Palma de Mallorca Schalke zwyciężyło 4:0 po bramkach van Hoogdalema, Hajty, Asamoaha i Sanda. Drużyna przegrała kolejne spotkanie z Panathinaikosem (0:2), ale wygrała 3:1 z Arsenalem u siebie (bramki zdobywali Vermant, Mulder i Möller). Schalke odpadło z rozgrywek po fazie grupowej. Jedynym sukcesem w sezonie 2001/2002 było zdobycie Pucharu Niemiec po raz drugi z rzędu. „Die Knappen” wygrali w finale z Bayerem 04 Leverkusen 4:2 po trafieniach Böhme, Agalego, Möllera i Sanda.
Po zakończeniu sezonu 2001/2002 dobiegła końca era trenera Huuba Stevensa, który odszedł do Herthy Berlin. Nowym szkoleniowcem Schalke został mianowany Frank Neubarth, który w trakcie sezonu został wymieniony na dwójkę Marc Wilmots – Oliver Reck. Przed sezonem do Schalke przybyli: bramkarz Frank Rost z Werderu, który zastąpił kończącego powoli karierę Recka, Urugwajczycy Darío Rodríguez i Gustavo Varela, a także Mike Hanke i najdroższy transfer Schalke tamtego lata Christian Poulsen z FC København. Swoje kariery zakończyli Wilmots, Thon i wieloletni obrońca Yves Eigenrauch, a odeszli Youri Mulder i Jiří Němec. Sezon ligowy zespół zakończył na 7. pozycji, a przygodę z Pucharem UEFA przerwał w trzeciej rundzie. W pierwszej wyeliminował białoruski FK Homel (4:1, 4:0), w drugiej Legię Warszawa (3:2, 0:0), a odpadł po dwumeczu z Wisłą Kraków (1:1, 1:4).

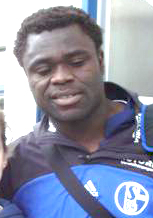
Gerald Asamoah, napastnik Schalke od 1999 roku

Przed sezonem sezonu 2003/2004 doszło do kolejnych transferów w Schalke. Möller odszedł za darmo do Eintrachtu Frankfurt, Mpenza powrócił do rodzimego Standardu, a van Hoogdalem do Rody. Najdroższym transferem drużyny w tamtym oknie był zakup Hamita Altıntopa z SG Wattenscheid 09 (kosztował 2,5 miliona euro). Przybyli także między innymi: Gruzin Lewan Kobiaszwili z Freiburga i Jochen Seitz ze Stuttgartu. Latem 2003 Schalke wygrało finałowy dwumecz Pucharu Intertoto z SV Pasching (2:0, 0:0) i awansowało do Pucharu UEFA. W nim Schalke przeszło pierwszą rundę remisując 0:0 i wygrywając 1:0 po golu Hanke z Kamen Ingrad Velika z Chorwacji. Odpadło jednak w drugiej, gdy przegrało po dwumeczu z Brøndby IF (2:1 po dwóch golach Hanke i 1:2 w Kopenhadze po golu Agalego oraz porażka 1:3 po rzutach karnych). W lidze „Die Königsblauen” znów zajęli 7. miejsce. Między 3 a 10 maja świętowano 100-lecie istnienia klubu, a obchody oglądało ponad 100 tysięcy widzów.
W 2004 nowym szkoleniowcem Schalke został Ralf Rangnick, poprzednio prowadzący zespół Hannoveru 96. Z klubu za darmo odeszli: Agali do OGC Nice, Böhme i Van Kerckhoven do Borussii Mönchengladbach, Seitz do 1. FC Kaiserslautern i Hajto do 1. FC Nürnberg. Za 4,5 miliona euro na Veltins-Arena trafił Brazylijczyk Marcelo Bordon ze Stuttgartu, który został nowym kapitanem zespołu. Zakupiono także dwóch innych jego rodaków, Lincolna z Kaiserslautern i Aíltona z Werderu Brema, a także Mladena Krstajicia z tego samego klubu. Schalke ponownie awansowało do Pucharu UEFA poprzez Puchar Intertoto (w finale wygrali 2:1 i 2:0 ze Slovanem Liberec). Schalke przeszło trzecią rundę Pucharu UEFA 2004/2005 zwyciężając 5:1 i 4:0 z Liepājas Metalurgs. Wyszło także ze swojej grupy po remisie 1:1 z FC Basel, wygranych 1:0 z Heart of Midlothian F.C. i 2:0 z Ferencvárosi TC oraz porażce 1:2 z Feyenoordem Rotterdam. W 1/16 finału „Die Knappen” zremisowali 1:1 w Doniecku z Szachtarem (gol Aíltona), ale na własnym stadionie przegrali 0:1 i odpadli z rozgrywek. 21 maja 2005 po zwycięstwie 3:2 nad Freiburgiem Schalke zostało wicemistrzem Niemiec. Z kolei w finale Pucharu Niemiec przegrało 1:2 z Bayernem Monachium.

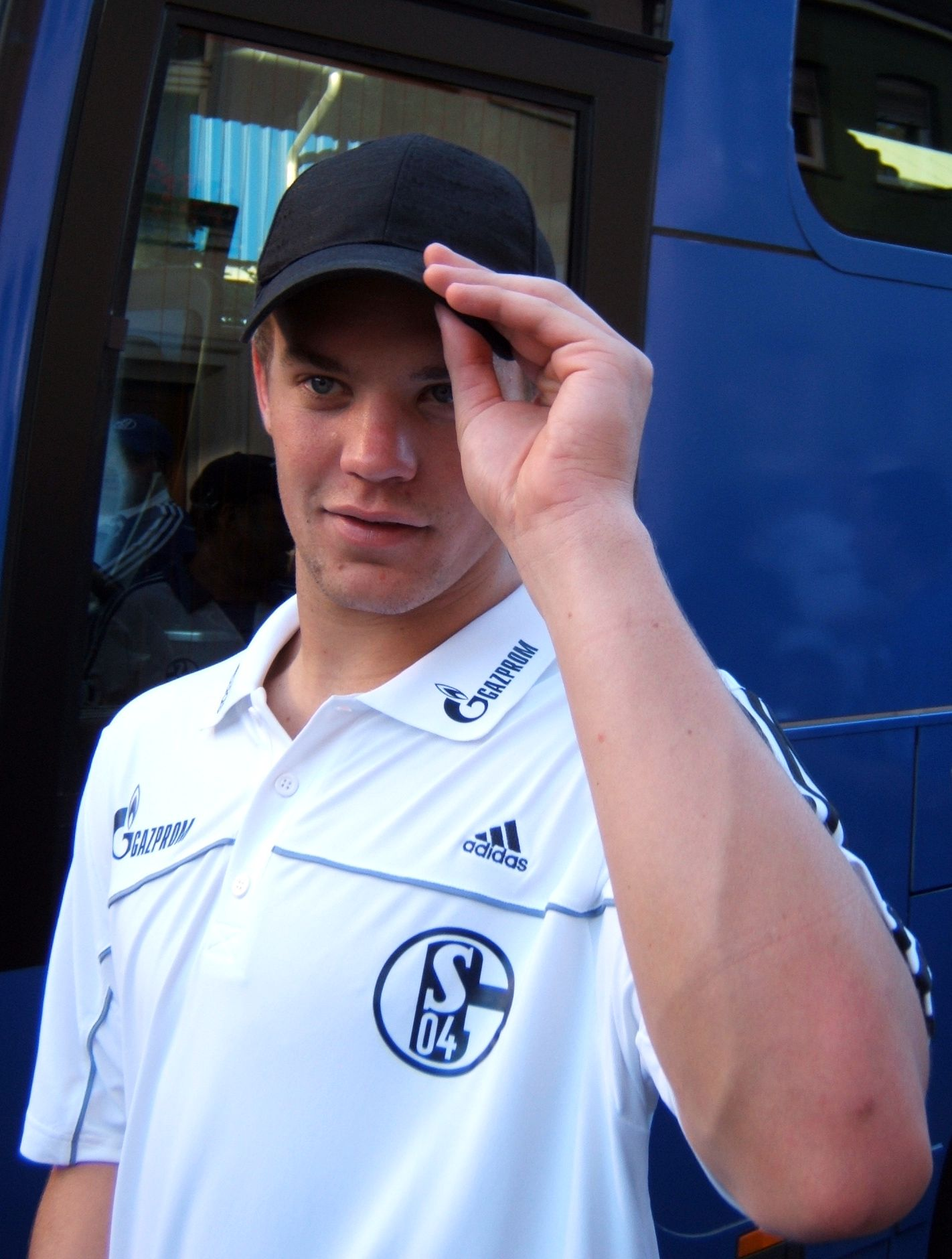
Manuel Neuer, od początku sezonu 2007/2008 podstawowy bramkarz Schalke

2 sierpnia 2005 na stadionie w Lipsku odbył się finał Pucharu Ligi Niemieckiej i Schalke wygrało w nim 1:0 ze Stuttgartem po golu nowego nabytku Kevina Kurányiego, który przybył do Schalke właśnie z VfB. Oprócz Kurányiego do Schalke przybyli także Rafinha z Coritiby, Søren Larsen z Djurgårdens IF, Fabian Ernst z Werderu i Zlatan Bajramović z Freiburga. Oude Kamphuis odszedł do Mönchengladbach, Hanke do VfL Wolfsburg, a Aílton do Beşiktaşu JK. W Lidze Mistrzów Schalke trafiło do grupy z PSV Eindhoven, Milanem i Fenerbahçe SK. Pierwsze spotkanie przegrało 0:1 z PSV, a w drugim zremisowało u siebie 2:2 z Milanem po golach Larsena i Altıntopa. W trzecim meczu z Fenerbahçe SK ponownie padł remis, tym razem 3:3, a gole dla „Die Knappen” zdobyli Lincoln (2) i Kurányi. W rewanżu z mistrzem Turcji Niemcy wygrali 2:0 (gole Sanda i Kurányiego), a następnie zwyciężyli 3:0 z PSV (hat trickiem popisał się Kobiaszwili). W ostatnim meczu Schalke przegrało w Mediolanie z Milanem 2:3 (trafienia Poulsena i Lincolna) i zajmując 3. miejsce przeszło do Pucharu UEFA. W 1/16 finału pokonało 2:1 (gole Bordona i Ernsta) i 3:0 (gole Kurányiego, Sanda i Lincolna) Espanyol Barcelona, a w 1/8 finału najpierw uległo na wyjeździe 0:1 U.S. Città di Palermo, ale na własnym stadionie zwyciężyło 3:0 (trafienia Kobiaszwilego, Larsena i Azaouagha) i awansowało do 1/4. Na wyjeździe w Sofii Schalke pokonało 3:1 Lewskiego (gole Vareli, Lincolna i Asamoaha), a w rewanżu padł remis 1:1 (gol Lincolna). W drodze do finału na przeszkodzie stanęła drużyna Sevilli, która po remisie 0:0 w Gelsenkirchen wygrała u siebie 1:0 i awansowała do decydującego o zwycięstwie w pucharze spotkania. Jeszcze w trakcie sezonu 2005/2006 doszło do zmiany szkoleniowca. W grudniu stanowisko trenera opuścił Rangnick, a jego następcą został Mirko Slomka. Slomka zajął z Schalke 4. miejsce w lidze. 17 maja 2006 menedżerem klubu przestał być Rudolf Assauer, który stanowisko to piastował od blisko 19 lat (z przerwami).
Latem 2006 Schalke nie wydało na transfery żadnego euro. Za darmo przybyli Peter Løvenkrands z Rangers F.C. i brat Hamita Altıntopa, Halil. Kariery zakończyli Ebbe Sand, Marco van Hoogdalem i Tomasz Wałdoch, a w trakcie sezonu Frank Rost przeszedł do Hamburger SV, gdyż przegrał rywalizację o miejsce w składzie z Manuelem Neuerem, wychowankiem Schalke. Już w pierwszej rundzie Pucharu UEFA Schalke zostało pokonane w dwumeczu z AS Nancy. Wygrało 1:0 w pierwszym spotkaniu, ale w drugim przegrało 1:3. 19 maja 2007 po zwycięstwie 2:1 nad Arminią Bielefeld Schalke wywalczyło wicemistrzostwo Niemiec, po raz piąty w swojej historii.

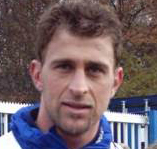
Marcelo Bordon, w latach 2004–2010 środkowy obrońca Schalke 04 i kapitan tego klubu

W 2007 prezesem klubu został Josef Schnusenberg, który zastąpił Gerharda Rehberga. Schalke zakupiło 19-letniego chorwackiego pomocnika Ivana Rakiticia z FC Basel, a także Brazylijczyka Zé Roberto II z Botafogo, Heiko Westermanna z Amrinii Bielefeld, Alberta Streita i Jermaine’a Jonesa z Eintrachtu Frankfurt, Vicente Sáncheza z Deportivo Toluca i Carlosa Grossmüllera z Danubio FC. Hamit Altıntop trafił za darmo do Bayernu, Rodríguez wrócił do Urugwaju, Lincoln został sprzedany do Galatasaray SK za 5 milionów euro, a 18-letni Mesut Özil za 5,5 miliona euro do Werderu Brema. Schalke jako wicemistrz kraju wystąpiło w Lidze Mistrzów. Najpierw uległo 0:1 Valencii, a następnie pokonało 2:0 na wyjeździe Rosenborg BK (gole Jonesa i Kurányiego) i przegrało 0:2 z Chelsea F.C. W rundzie rewanżowej bezbramkowo zremisowało z Chelsea i Valencią oraz wygrało 3:1 z Rosenborgiem (trafienia Asamoaha, Rafinhi i Kurányiego). Po wyjściu z grupy w 1/8 finału przeciwnikiem Schalke było FC Porto. W Gelsenkirchen zespół po golu Kurányiego wygrał 1:0, a na wyjeździe po 120 minutach przegrywał 0:1, jednak zwyciężył po serii rzutów karnych. Schalke odpadło w ćwierćfinale po dwóch porażkach 0:1 z Barceloną. Sezon ligowy Schalke zakończyło na 3. pozycji w tabeli za Bayernem i Werderem.
Po Mirko Slomce nowym trenerem został Holender Fred Rutten. W lipcu 2008 za 10 milionów euro przybył z PSV Peruwiańczyk Jefferson Farfán, stając się tym samym najdroższym piłkarzem zakupionym przez klub. Z kolei za 5,5 miliona euro przyszedł Orlando Engelaar, holenderski pomocnik FC Twente. Fabian Ernst odszedł do Beşiktaşu, a Søren Larsen do Toulouse FC. Po wygranej 1:0 i porażce 0:4 z Atlético Madryt Schalke odpadło w eliminacjach do Ligi Mistrzów. W Pucharze UEFA Schalke przeszło 1. rundę wygrywając 4:1 i remisując 1:1 z APOEL’em Nikozja. Pierwszy mecz grupowy Schalke zwyciężyło 3:1 z Paris Saint-Germain (samobójczy gol Mabiali oraz trafienia Kurányiego i Altıntopa). W drugim zremisowało 1:1 z Racingiem Santander (bramka Engelaara), ale następnie poniosło porażki 0:2 z Manchesterem City i 1:2 Twente Enschede (bramka Asamoaha), przez co zajęło ostatnie miejsce w swojej grupie. 26 marca 2009 z funkcji trenera zespołu zwolniony został Fred Rutten.

### Lata od 2010
W Lidze Mistrzów UEFA 2010/2011 drużyna dotarła do półfinału gdzie została pokonana w dwumeczu 6:1 przez Manchester United. 23 lipca 2011 zespół zdobył Superpuchar Niemiec pokonując na własnym stadionie Borussię Dortmund 0:0 (k. 4:3).

## Historia herbu

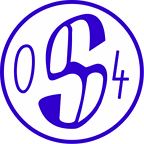
06.01.1924-1945
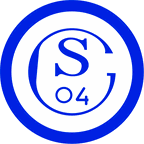
1945-1958
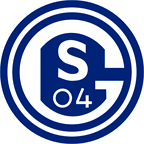
1958-1960
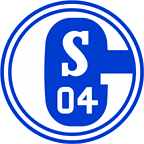
1960-1978
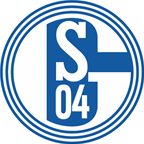
1978-1995
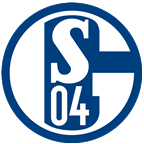
Od 1995

## Sukcesy

### Trofea międzynarodowe
| \| \| Zdobyte trofea w rozgrywkach międzynarodowych (stan na: kwiecień 2013) \| |                                                                        |      |            |
| Rozgrywki                                                                       | Osiągnięcie                                                            | Razy | Sezon(y)   |
| · Liga Mistrzów · (Puchar Europy)                                               | zdobywca                                                               | –    |            |
| · Liga Mistrzów · (Puchar Europy)                                               | finalista                                                              | –    |            |
| · Liga Mistrzów · (Puchar Europy)                                               | półfinalista                                                           | 1    | 2011       |
| · Liga Europy · (Puchar UEFA)                                                   | zdobywca                                                               | 1    | 1997       |
| · Liga Europy · (Puchar UEFA)                                                   | finalista                                                              | –    |            |
| · Puchar Intertoto                                                              | zdobywca                                                               | 2    | 2003, 2004 |
| · Puchar Intertoto                                                              | finalista                                                              | –    |            |
| FIFA                                                                            | Zdobyte trofea w rozgrywkach międzynarodowych (stan na: kwiecień 2013) |      |            |

### Trofea krajowe
| \| \| Zdobyte trofea w rozgrywkach Niemiec (stan na: koniec sezonu 2021/2022) \| |                                                                         |      |                                                            |
| Rozgrywki                                                                        | Osiągnięcie                                                             | Razy | Sezon(y)                                                   |
| · Mistrzostwo                                                                    | I miejsce                                                               | 7    | 1934**, 1935**, 1937**, 1939**, 1940**, 1942**, 1958**     |
| · Mistrzostwo                                                                    | II miejsce                                                              | 10   | 1933, 1938, 1941, 1972, 1977, 2001, 2005, 2007, 2010, 2018 |
| · Mistrzostwo                                                                    | III miejsce                                                             | 4    | 1996, 2008, 2012, 2014                                     |
| Puchar                                                                           | zdobywca                                                                | 5    | 1937, 1972, 2001, 2002, 2011                               |
| Puchar                                                                           | finalista                                                               | 7    | 1935, 1936, 1941, 1942, 1955, 1969, 2005                   |
| Superpuchar                                                                      | zdobywca                                                                | 1    | 2011                                                       |
| Superpuchar                                                                      | finalista                                                               | 1    | 2010                                                       |
| · Puchar Ligi                                                                    | zdobywca                                                                | 1    | 2005                                                       |
| · Puchar Ligi                                                                    | finalista                                                               | 3    | 2001, 2002, 2007                                           |
| · II liga                                                                        | I miejsce                                                               | 3    | 1982, 1991, 2022                                           |
| · II liga                                                                        | II miejsce                                                              | 1    | 1984                                                       |
| · II liga                                                                        | III miejsce                                                             | –    |                                                            |
| Niemcy                                                                           | Zdobyte trofea w rozgrywkach Niemiec (stan na: koniec sezonu 2021/2022) |      |                                                            |

- Coppa delle Alpi

Zwycięstwo (1): 1968
- Gauliga Westfalen

Mistrzostwo (11): 1934, 1935, 1936, 1937, 1938, 1939, 1940, 1941, 1942, 1943, 1944

### Sezony od 1963 roku

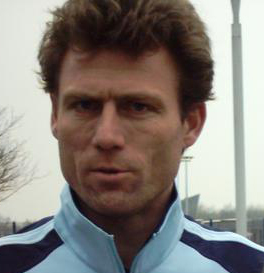
Ingo Anderbrügge – szósty najskuteczniejszy zawodnik w historii klubu i zdobywca Pucharu UEFA

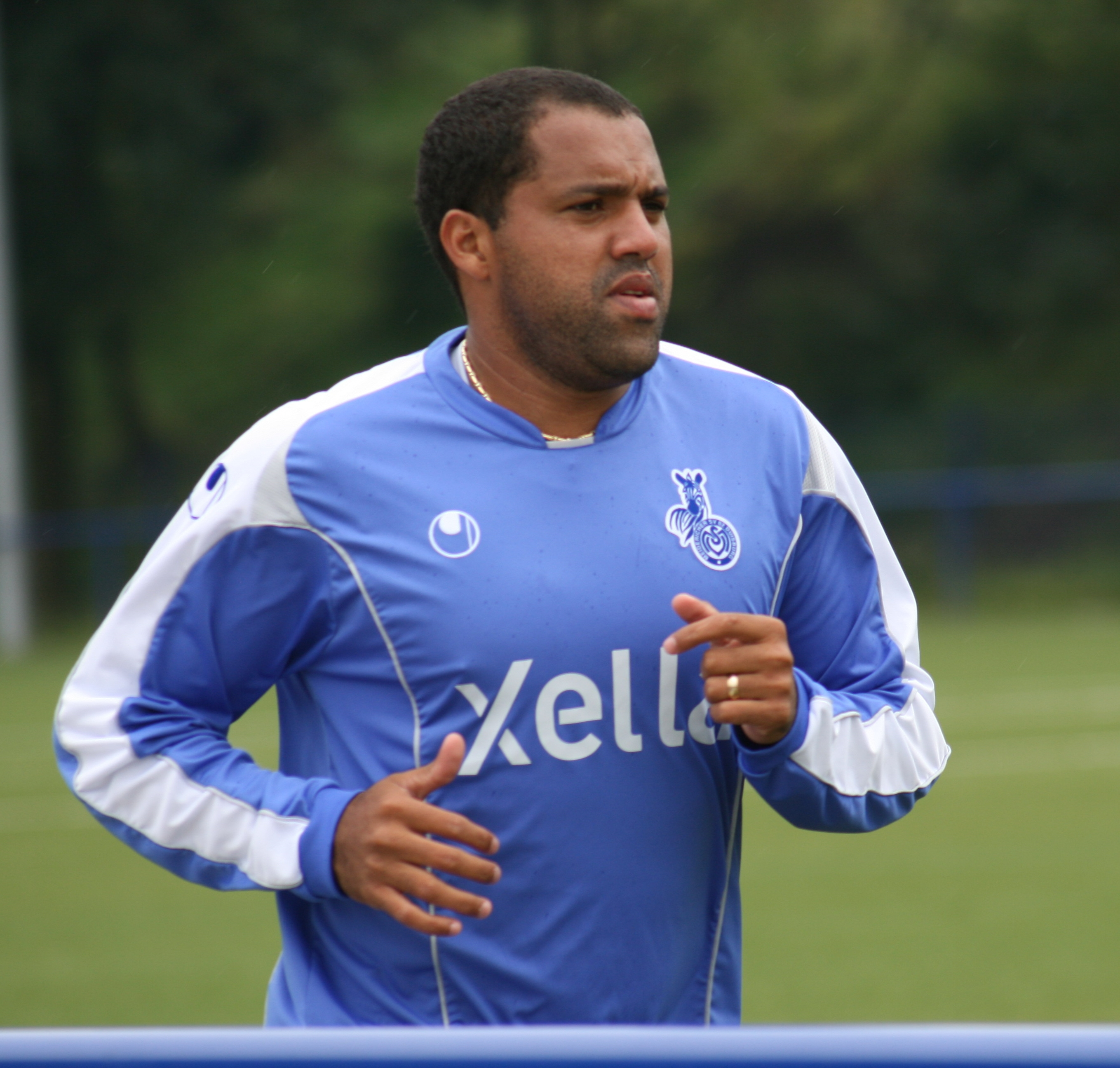
Aílton – najskuteczniejszy piłkarz klubu w sezonie 2004/2005

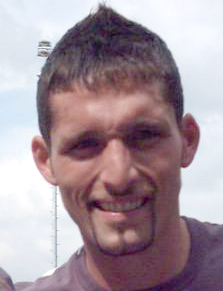
Kevin Kurányi – najlepszy strzelec klubu w sezonach 2005/2006, 2006/2007 i 2007/2008

Sezony Schalke Gelsenkirchen od czasu utworzenia Bundesligi:
| Sezon                   | Miejsce | Bramki | Bramki | Punkty | Najlepszy strzelec                              |
| Sezon                   | Miejsce | BZ     | BS     | Punkty | Najlepszy strzelec                              |
| ----------------------- | ------- | ------ | ------ | ------ | ----------------------------------------------- |
| Bundesliga 1963/1964    | 8       | 51     | 53     | 29     | Klaus Matischak (18 goli)                       |
| Bundesliga 1964/1965    | 16      | 45     | 60     | 22     | Waldemar Gerhardt (11 goli)                     |
| Bundesliga 1965/1966    | 14      | 33     | 55     | 27     | Manfred Kreuz (9 goli)                          |
| Bundesliga 1966/1967    | 15      | 37     | 63     | 30     | Günther Herrmann (8 goli)                       |
| Bundesliga 1967/1968    | 15      | 42     | 48     | 30     | Hans-Jürgen Wittkamp (12 goli)                  |
| Bundesliga 1968/1969    | 7       | 45     | 40     | 35     | Hans-Jürgen Wittkamp (7 goli)                   |
| Bundesliga 1969/1970    | 9       | 43     | 54     | 34     | Manfred Pohlschmidt (9 goli)                    |
| Bundesliga 1970/1971    | 6       | 44     | 40     | 36     | Klaus Fischer (15 goli)                         |
| Bundesliga 1971/1972    | 2       | 76     | 35     | 52     | Klaus Fischer (22 gole)                         |
| Bundesliga 1972/1973    | 15      | 46     | 61     | 28     | Nico Braun i Erwin Kremers (po 10 goli)         |
| Bundesliga 1973/1974    | 7       | 72     | 68     | 37     | Klaus Fischer (21 goli)                         |
| Bundesliga 1974/1975    | 7       | 52     | 37     | 39     | Klaus Fischer (17 goli)                         |
| Bundesliga 1975/1976    | 6       | 76     | 55     | 37     | Klaus Fischer (29 goli)                         |
| Bundesliga 1976/1977    | 2       | 77     | 52     | 43     | Klaus Fischer (24 gole)                         |
| Bundesliga 1977/1978    | 9       | 47     | 52     | 34     | Klaus Fischer (20 goli)                         |
| Bundesliga 1978/1979    | 15      | 55     | 61     | 28     | Klaus Fischer (21 goli)                         |
| Bundesliga 1979/1980    | 8       | 40     | 51     | 33     | Klaus Fischer (7 goli)                          |
| Bundesliga 1980/1981    | 17      | 43     | 88     | 23     | Norbert Elgert (10 goli)                        |
| 2. Bundesliga 1981/1982 | 1       | 70     | 35     | 51     | Norbert Janzon (13 goli)                        |
| Bundesliga 1982/1983    | 16      | 48     | 68     | 22     | İlyas Tüfekçi (8 goli)                          |
| 2. Bundesliga 1983/1984 | 2       | 95     | 45     | 55     | Klaus Täuber (19 goli)                          |
| Bundesliga 1984/1985    | 8       | 63     | 62     | 34     | Klaus Täuber (18 goli)                          |
| Bundesliga 1985/1986    | 10      | 53     | 58     | 30     | Klaus Täuber (16 goli)                          |
| Bundesliga 1986/1987    | 13      | 50     | 58     | 32     | Jürgen Wegmann (10 goli)                        |
| Bundesliga 1987/1988    | 18      | 48     | 84     | 23     | Olaf Thon (14 goli)                             |
| 2. Bundesliga 1988/1989 | 12      | 58     | 51     | 36     | Ingo Anderbrügge (14 goli)                      |
| 2. Bundesliga 1989/1990 | 5       | 69     | 51     | 43     | Peter Sendscheid (18 goli)                      |
| 2. Bundesliga 1990/1991 | 1       | 64     | 29     | 59     | Aleksandr Borodiuk (13 goli)                    |
| Bundesliga 1991/1992    | 11      | 45     | 45     | 34     | Ingo Anderbrügge i Peter Sendscheid (po 7 goli) |
| Bundesliga 1992/1993    | 10      | 42     | 43     | 34     | Ingo Anderbrügge (10 goli)                      |
| Bundesliga 1993/1994    | 14      | 38     | 50     | 29     | Ingo Anderbrügge (9 goli)                       |
| Bundesliga 1994/1995    | 11      | 48     | 54     | 31     | Hendrik Herzog (8 goli)                         |
| Bundesliga 1995/1996    | 3       | 45     | 36     | 56     | Martin Max (11 goli)                            |
| Bundesliga 1996/1997    | 12      | 35     | 40     | 43     | Martin Max (12 goli)                            |
| Bundesliga 1997/1998    | 5       | 38     | 32     | 52     | Marc Wilmots (7 goli)                           |
| Bundesliga 1998/1999    | 10      | 41     | 54     | 41     | Martin Max i Youri Mulder (po 6 goli)           |
| Bundesliga 1999/2000    | 13      | 42     | 44     | 39     | Ebbe Sand (14 goli)                             |
| Bundesliga 2000/2001    | 2       | 65     | 35     | 62     | Ebbe Sand (22 gole)                             |
| Bundesliga 2001/2002    | 5       | 52     | 36     | 61     | Ebbe Sand (11 goli)                             |
| Bundesliga 2002/2003    | 7       | 46     | 40     | 49     | Victor Agali (7 goli)                           |
| Bundesliga 2003/2004    | 7       | 49     | 42     | 50     | Ebbe Sand (8 goli)                              |
| Bundesliga 2004/2005    | 2       | 56     | 46     | 63     | Aílton (14 goli)                                |
| Bundesliga 2005/2006    | 4       | 47     | 31     | 61     | Kevin Kurányi i Søren Larsen (po 10 goli)       |
| Bundesliga 2006/2007    | 2       | 53     | 32     | 68     | Kevin Kurányi (15 goli)                         |
| Bundesliga 2007/2008    | 3       | 55     | 32     | 64     | Kevin Kurányi (15 goli)                         |
| Bundesliga 2008/2009    | 8       | 47     | 35     | 50     | Kevin Kurányi (13 goli)                         |
| Bundesliga 2009/2010    | 2       | 53     | 31     | 65     | Kevin Kurányi (18 goli)                         |
| Bundesliga 2010/2011    | 14      | 38     | 44     | 40     | Raúl González Blanco (13 goli)                  |
| Bundesliga 2011/2012    | 3       | 74     | 44     | 64     | Klaas-Jan Huntelaar (29 goli)                   |
| Bundesliga 2012/2013    | 4       | 58     | 50     | 55     | Klaas-Jan Huntelaar (16 goli)                   |
| Bundesliga 2013/2014    | 3       | 63     | 43     | 64     | Klaas-Jan Huntelaar (14 goli)                   |
| Bundesliga 2014/2015    | 6       | 42     | 40     | 48     | Klaas-Jan Huntelaar (14 goli)                   |
| Bundesliga 2015/2016    | 5       | 51     | 49     | 52     | Klaas-Jan Huntelaar (12 goli)                   |
| Bundesliga 2016/2017    | 10      | 45     | 40     | 43     | Guido Burgstaller (9 goli)                      |
| Bundesliga 2017/2018    | 2       | 53     | 37     | 63     | Guido Burgstaller (11 goli)                     |
| Bundesliga 2018/2019    | 14      | 37     | 55     | 33     | Daniel Caligiuri (7 goli)                       |
| Bundesliga 2019/2020    | 12      | 38     | 58     | 39     | Suat Serdar (7 goli)                            |
| Bundesliga 2020/2021    | 18      | 25     | 86     | 16     | Matthew Hoppe (6 goli)                          |
| 2. Bundesliga 2021/2022 | 1       | 72     | 44     | 65     | Simon Terodde (30 goli)                         |
| Bundesliga 2022/2023    | 17      | 35     | 71     | 31     | Marius Bülter (11 goli)                         |
| 2. Bundesliga 2023/2024 | 10      | 53     | 60     | 43     | Kenan Karaman (13 goli)                         |
| 2. Bundesliga 2024/2025 | 14      | 52     | 62     | 38     | Moussa Sylla (16 goli)                          |

### Rekordy w Bundeslidze
Stan na 13 marca 2009.
- Najwyższe zwycięstwo u siebie: 3 razy po 6:1 i 6 razy po 5:0
- Najwyższa porażka u siebie: 0:6 z VfL Bochum, 9 maja 1981
- Najwyższe zwycięstwo na wyjeździe: 7:0 z Bayernem Monachium, 9 października 1976
- Najwyższa porażka na wyjeździe: 0:11 z TSV 1860 Monachium, 7 stycznia 1967
- Najwięcej goli w jednym meczu: 5 – Klaus Scheer 6:1 z 1. FC Köln, 1 września 1971

## Stadion

### Glückauf-Kampfbahn

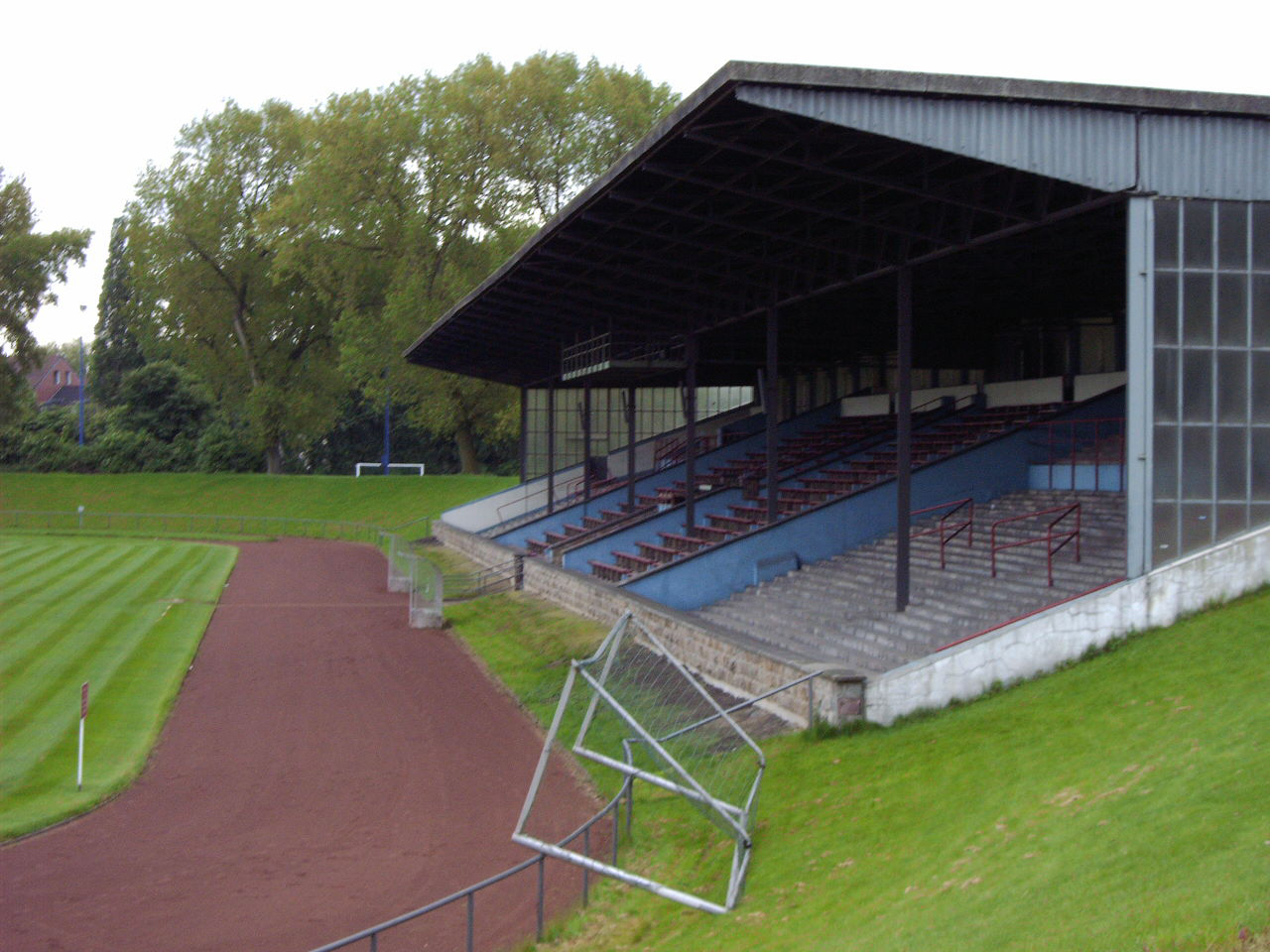
Glückauf-Kampfbahn

15 sierpnia 1928 roku otwarto obiekt Glückauf-Kampfbahn, a w meczu otwarcia Schalke 04 podejmowało SV Köln-Sülz. Początkowo stadion liczył 1200 miejsc siedzących, a w latach 30. powiększono pojemność do 34 tysięcy. Jednak rekord frekwencji pobito w 1931 roku podczas spotkania Schalke z Fortuną Düsseldorf, gdy na stadion przybyło 70 tysięcy widzów. Ostatni mecz na Glückauf-Kampfbahn piłkarze z Gelsenkirchen rozegrali w 1973 roku i wygrali wówczas 2:0 z Hamburger SV, a następnie przenieśli się na Parkstadion. Obecnie stadion liczy 11 tysięcy miejsc, a swoje mecze rozgrywa tutaj amatorski zespół DJK Teutonia Schalke-Nord.

### Parkstadion

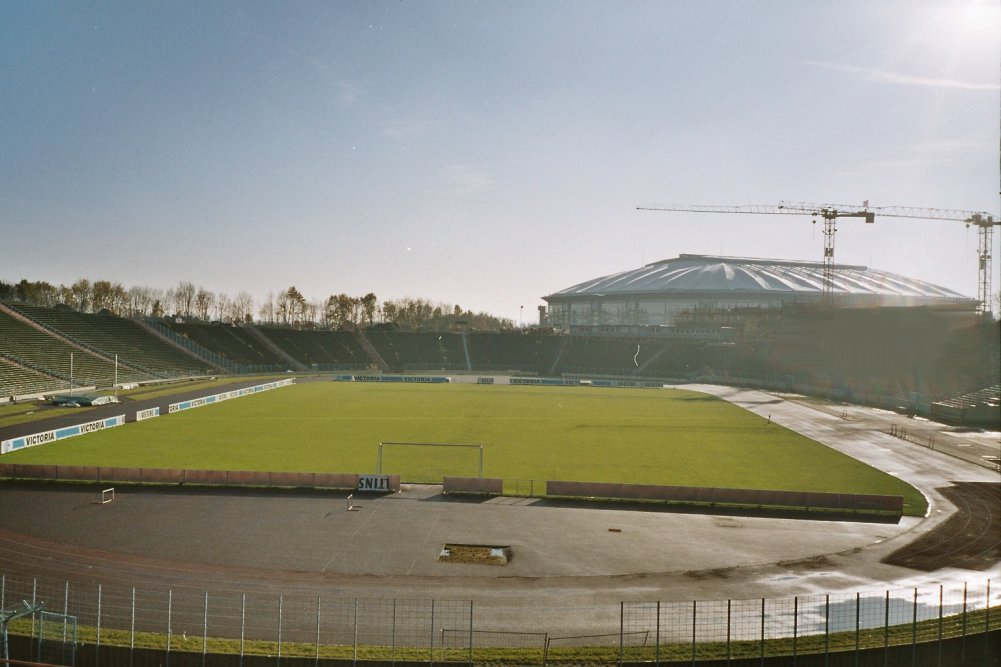
Parkstadion

W 1973 roku Schalke przeniosło się na nowy stadion. Wtedy też dobiegła końca budowa Parkstadion, który postawiono z myślą o Mistrzostwach Świata 1974. Na tamtym Mundialu pięć spotkań odbyło się na Parkstadionie. Z kolei w 1988 roku rozgrywano tutaj dwa spotkania Euro 88.
Pojemność Parkstadionu wynosi 62 109 miejsc, z czego 45.067 stanowią miejsca siedzące. Zawodnicy Schalke na tym obiekcie występowali do 2001 roku. Ostatnie spotkanie zostało rozegrane 19 maja tamtego roku, a Schalke podejmowało wówczas SpVgg Unterhaching. Stadion częściowo rozebrano, a telebim przeniesiono na Erzgebirgsstadion w Aue.

### Veltins-Arena

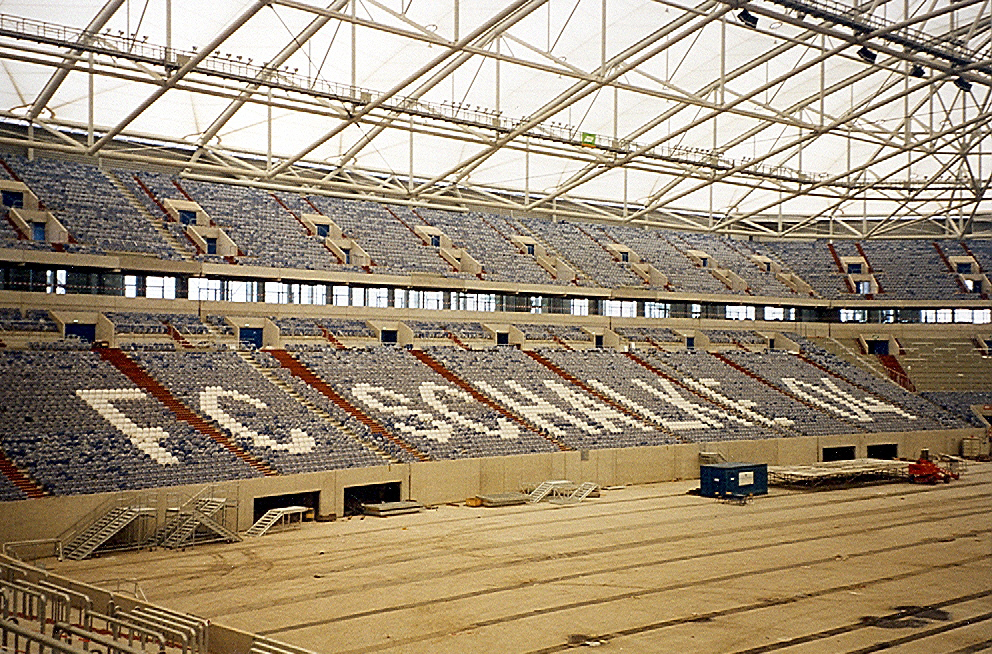
Veltins-Arena podczas budowy

Kolejnym stadionem Schalke stała się Veltins-Arena, początkowo zwana „Arena AufSchalke.” Stadion ten został wybudowany niedaleko poprzedniego obiektu Schalke, Parkstadion. Otwarcie nastąpiło 13 sierpnia 2001 roku. Koszt budowy wyniósł 192 miliony euro, a jego pojemność wynosi 61.482 widzów, lecz na meczach międzypaństwowych jest ona ograniczona do 53.994 widzów. W 2006 roku na Mistrzostwach Świata 2006 rozegrano tutaj pięć spotkań.
Do budowy stadionu zużyto 600 000 m³ betonu. Posiada on wykonany z teflonu i włókna szklanego, zawieszony nad murawą dach, którego połówki mogą być zamykane lub otwierane w zależności od pogody. Pod dachem wiszą cztery telebimy, każdy o powierzchni 35 m².

## Prezesi klubu
Chronologiczny spis prezesów Schalke 04:
| Lp. | Imię i nazwisko       | Okres urzędowania | Okres urzędowania |
| --- | --------------------- | ----------------- | ----------------- |
| 1.  | Wilhelm Gies          | 1904              | 1909              |
| 2.  | Heinrich Hilgert      | 1909              | 1912              |
| 3.  | Fritz Unkel           | 1912              | 1915              |
| 4.  | Robert Schuermann     | 1915              | 1919              |
| 5.  | Fritz Unkel           | 1919              | 1932              |
| 6.  | Wilhelm Münstermann   | 1932              | 1933              |
| 7.  | Georg Stolze          | 1933              | 1933              |
| 8.  | Fritz Unkel           | 1933              | 1939              |
| 9.  | Heinrich Tschenscher  | 1939              | 1940              |
| 10. | Heinrich Pieneck      | 1940              | 1946              |
| 11. | Fritz Mattner         | 1946              | 1946              |
| 12. | Friedrich Maria Lenig | 1946              | 1947              |
| 13. | Josef Wietfeld        | 1947              | 1950              |
| 14. | Albert Wildfang       | 1950              | 1953              |
| 15. | Albert Möritz         | 1953              | 1958              |

| Lp. | Imię i nazwisko    | Okres urzędowania | Okres urzędowania |
| --- | ------------------ | ----------------- | ----------------- |
| 16. | Hans-Georg König   | 1959              | 1964              |
| 17. | Fritz Szepan       | 1964              | 1965              |
| 18. | Kurt Hatlauf       | 1965              | 1966              |
| 19. | Fritz Szepan       | 1966              | 1967              |
| 20. | Günter Siebert     | 1967              | 1976              |
| 21. | Karl-Heinz Hütsch  | 1976              | 1978              |
| 22. | Günter Siebert     | 1978              | 1979              |
| 23. | Hans-Joachim Fenne | 1980              | 1986              |
| 24. | Günter Siebert     | 1987              | 1988              |
| 25. | Michael Zylka      | 1988              | 1988              |
| 26. | Günter Eichberg    | 1989              | 1993              |
| 27. | Bernd Tönnies      | 1994              | 1994              |
| 28. | Helmut Kremers     | 1994              | 1994              |
| 29. | Gerhard Rehberg    | 1994              | 2007              |
| 30. | Josef Schnusenberg | 2007              | nadal             |

## Trenerzy

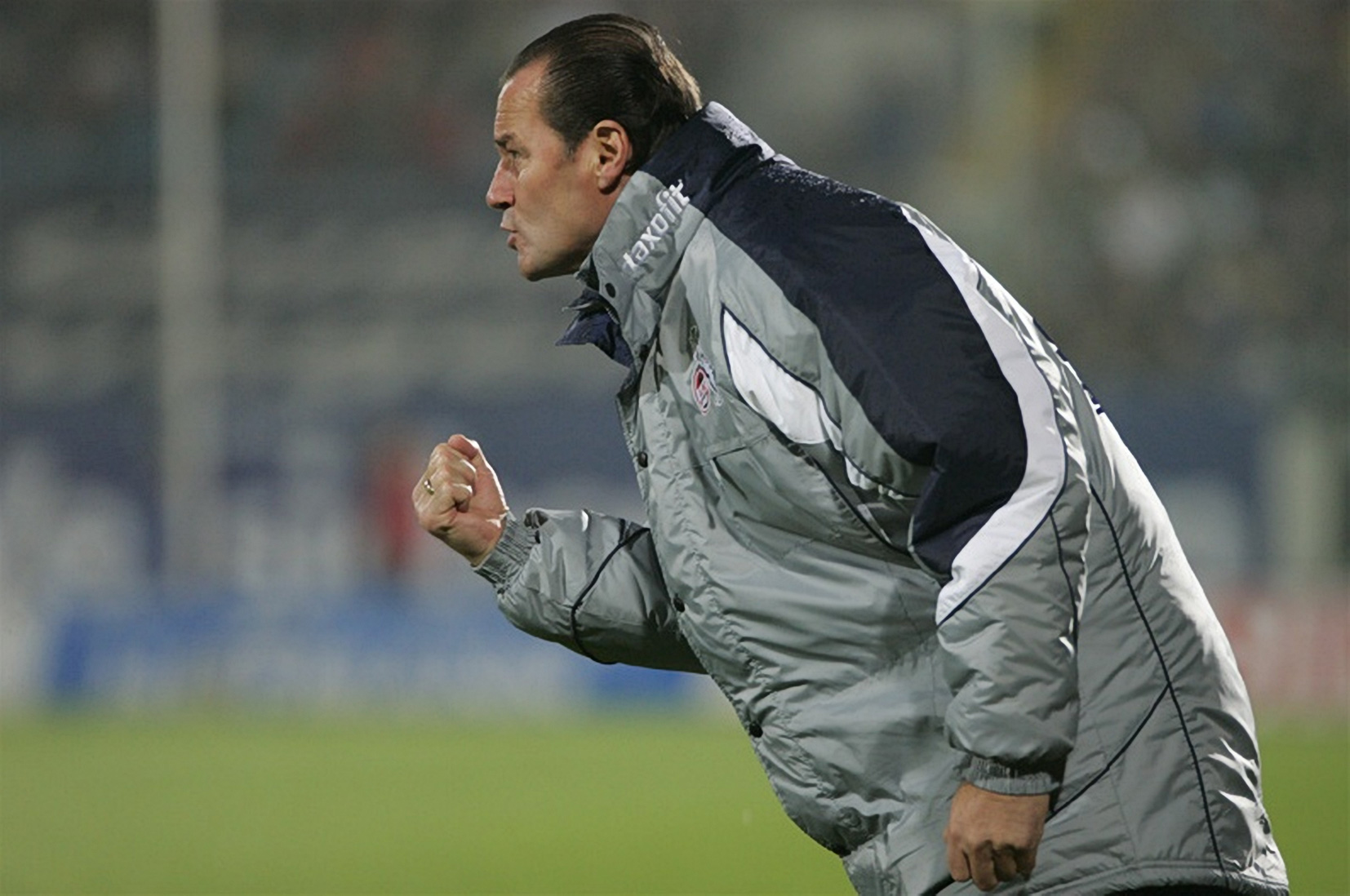
Huub Stevens – trener, który zdobył z klubem Puchar UEFA, trenował go latach 1996–2002, 2011–2012, w 2019 roku i od 2020 roku

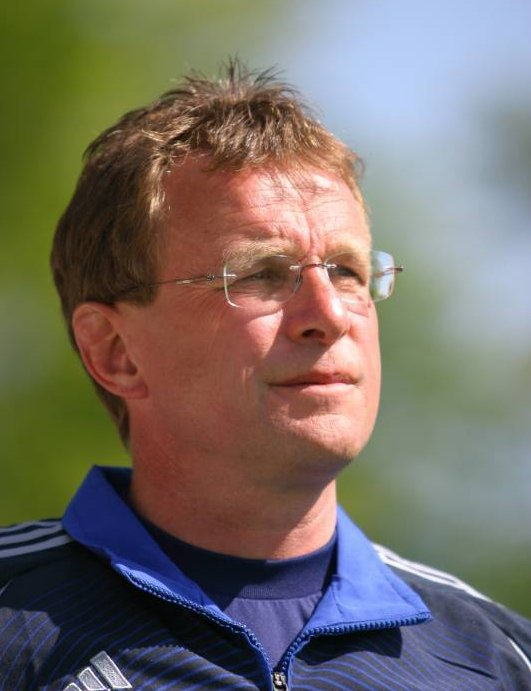
Ralf Rangnick – trener w latach 2004–2005 i w 2011 roku

| Lp. | Trener              | Okres urzędowania | Okres urzędowania |
| --- | ------------------- | ----------------- | ----------------- |
| 1.  | Heinz Ludewig       | 1925              | 1927              |
| 2.  | Gustav Wieser       | 1928              | 1929              |
| 3.  | Kurt Otto           | 1929              | 1930              |
| 4.  | August Sobottka     | 1930              | 1931              |
| 5.  | Hans Sauerwein      | 1931              | 1932              |
| 6.  | Kurt Otto           | 1932              | 1933              |
| 7.  | Hans Schmidt        | 1933              | 1938              |
| 8.  | Faist               | 1938              | 1942              |
| 9.  | Ernst Kuzorra       | 1946              | 1947              |
| 10. | Willi Schäfer       | 1947              | 1948              |
| 11. | Theo Langl          | 1948              | 1948              |
| 12. | Ferdinand Swatosch  | 1948              | 1949              |
| 13. | Fritz Szepan        | 1949              | 1954              |
| 14. | Eduard Frühwirth    | 1954              | 1959              |
| 15. | Nándor Lengyel      | 1959              | 60                |
| 16. | Georg Gawliczek     | 1960              | 1964              |
| 17. | Fritz Langner       | 1964              | 1967              |
| 18. | Karl-Heinz Marotzke | 1967              | 1967              |
| 19. | Günter Brocker      | 1967              | 1968              |
| 20. | Rudi Gutendorf      | 1968              | 1970              |
| 21. | Slobodan Čendić     | 1970              | 1971              |
| 22. | Ivica Horvat        | 1971              | 1975              |
| 23. | Maximilian Merkel   | 1975              | 1976              |
| 24. | Friedel Rausch      | 1976              | 1977              |
| 25. | Uli Maslo           | 1977              | 1978              |
| 26. | Ivica Horvat        | 1978              | 1979              |
| 27. | Gyula Lóránt        | 1979              | 1979              |
| 28. | Dietmar Schwager    | 1979              | 1980              |
| 29. | Fahrudin Jusufi     | 1980              | 1981              |
| 30. | Rudolf Assauer      | 1981              | 1981              |
| 31. | Sigfried Held       | 1981              | 1983              |
| 32. | Jürgen Sundermann   | 1983              | 1983              |
| 33. | Diethelm Ferner     | 1983              | 1986              |

| Lp. | Imię i nazwisko     | Okres urzędowania | Okres urzędowania |
| --- | ------------------- | ----------------- | ----------------- |
| 34. | Rolf Schafstall     | 1986              | 1987              |
| 35. | Horst Franz         | 1987              | 1988              |
| 36. | Diethelm Ferner     | 1988              | 1989              |
| 37. | Peter Neururer      | 1989              | 1990              |
| 38. | Klaus Fischer       | 1990              | 1990              |
| 39. | Aleksandar Ristić   | 1991              | 1992              |
| 40. | Klaus Fischer       | 1992              | 1992              |
| 41. | Udo Lattek          | 1992              | 1993              |
| 42. | Helmut Schulte      | 1993              | 1993              |
| 43. | Jörg Berger         | 1993              | 1996              |
| 44. | Huub Stevens        | 1996              | 2002              |
| 45. | Frank Neubarth      | 2002              | 2003              |
| 46. | Marc Wilmots        | 2003              | 2003              |
| 47. | Eddy Achterberg     | 2004              | 2004              |
| 48. | Ralf Rangnick       | 2004              | 2005              |
| 49. | Mirko Slomka        | 2006              | 2008              |
| 50. | Michael Büskens     | 2008              | 2008              |
| 51. | Fred Rutten         | 2008              | 2009              |
| 52. | Felix Magath        | 2009              | 2011              |
| 53. | Ralf Rangnick       | 2011              | 2011              |
| 54. | Huub Stevens        | 2011              | 2012              |
| 55. | Jens Keller         | 2012              | 2014              |
| 56. | Roberto Di Matteo   | 2014              | 2015              |
| 57. | André Breitenreiter | 2015              | 2016              |
| 58. | Markus Weinzierl    | 2016              | 2017              |
| 59. | Domenico Tedesco    | 2017              | 2019              |
| 60. | Huub Stevens        | 2019              | 2019              |
| 61. | David Wagner        | 2019              | 2020              |
| 62. | Manuel Baum         | 2020              | 2020              |
| 63. | Huub Stevens        | 2020              | 2020              |
| 64. | Christian Gross     | 2020              | 2021              |
| 65. | Dimitrios Grammozis | 2021              | 2022              |

## Piłkarze

### Medaliści mistrzostw świata w Schalke 04
Lista medalistów mistrzostw świata mających za sobą występy w barwach Schalke 04:
- złoci 
  - Bernhard Klodt, Heinrich Kwiatkowski  RFN – MŚ 1954
  - Helmut Kremers, Norbert Nigbur  RFN – MŚ 1974
  - Andreas Möller, Olaf Thon  RFN – MŚ 1990
  - Julian Draxler, Benedikt Höwedes  Niemcy – MŚ 2014
- srebrni 
  - Heinz Hornig, Willi Schulz  RFN – MŚ 1966
  - Wim Suurbier  Holandia – MŚ 1974
  - Wim Suurbier  Holandia – MŚ 1978
  - Klaus Fischer, Wilfried Hannes, Harald Schumacher  RFN – MŚ 1982
  - Matthias Herget, Harald Schumacher, Olaf Thon  RFN – MŚ 1986
  - Gerald Asamoah, Jörg Böhme, Jens Lehmann, Thomas Linke  Niemcy – MŚ 2002
  - Klaas-Jan Huntelaar  Holandia – MŚ 2010
- brązowi 
  - Fritz Szepan  III Rzesza – MŚ 1934
  - Klaus Fichtel, Reinhard Libuda, Willi Schulz  RFN – MŚ 1970
  - Gerald Asamoah, Mike Hanke, Jens Lehmann  Niemcy – MŚ 2006
  - Manuel Neuer  Niemcy – MŚ 2010

### Medaliści mistrzostw Europy w Schalke 04
Lista medalistów mistrzostw Europy mających za sobą występy w barwach Schalke 04:
- złoci 
  - Erwin Kremers  RFN – Euro 72
  - Bernard Dietz, Walter Junghans, Caspar Memering, Harald Schumacher  RFN – Euro 80
  - Bent Christensen Arensøe  Dania – Euro 92
  - Steffen Freund, Andreas Möller, Oliver Reck  Niemcy – Euro 96
- srebrni 
  - Hans Bongartz, Dietmar Danner, Bernard Dietz  RFN – Euro 76
  - Andreas Möller  Niemcy – Euro 92
  - Radoslav Látal, Jiří Němec  Czechy – Euro 96
  - Kevin Kurányi, Jens Lehmann  Niemcy – Euro 2008
- brązowi 
  - Wim Suurbier  Holandia – Euro 76
  - Dieter Eckstein, Matthias Herget, Olaf Thon, Wolfram Wuttke  RFN – Euro 88
  - Hamit Altıntop  Turcja – Euro 2008

### Królowie strzelców pierwszej ligi w barwach Schalke 04
| Zawodnik            | Sezon     | Gole    |
| ------------------- | --------- | ------- |
| Klaus Fischer       | 1975/1976 | 29 goli |
| Ebbe Sand           | 2000/2001 | 22 gole |
| Klaas-Jan Huntelaar | 2011/2012 | 29 goli |

### Rekordy indywidualne

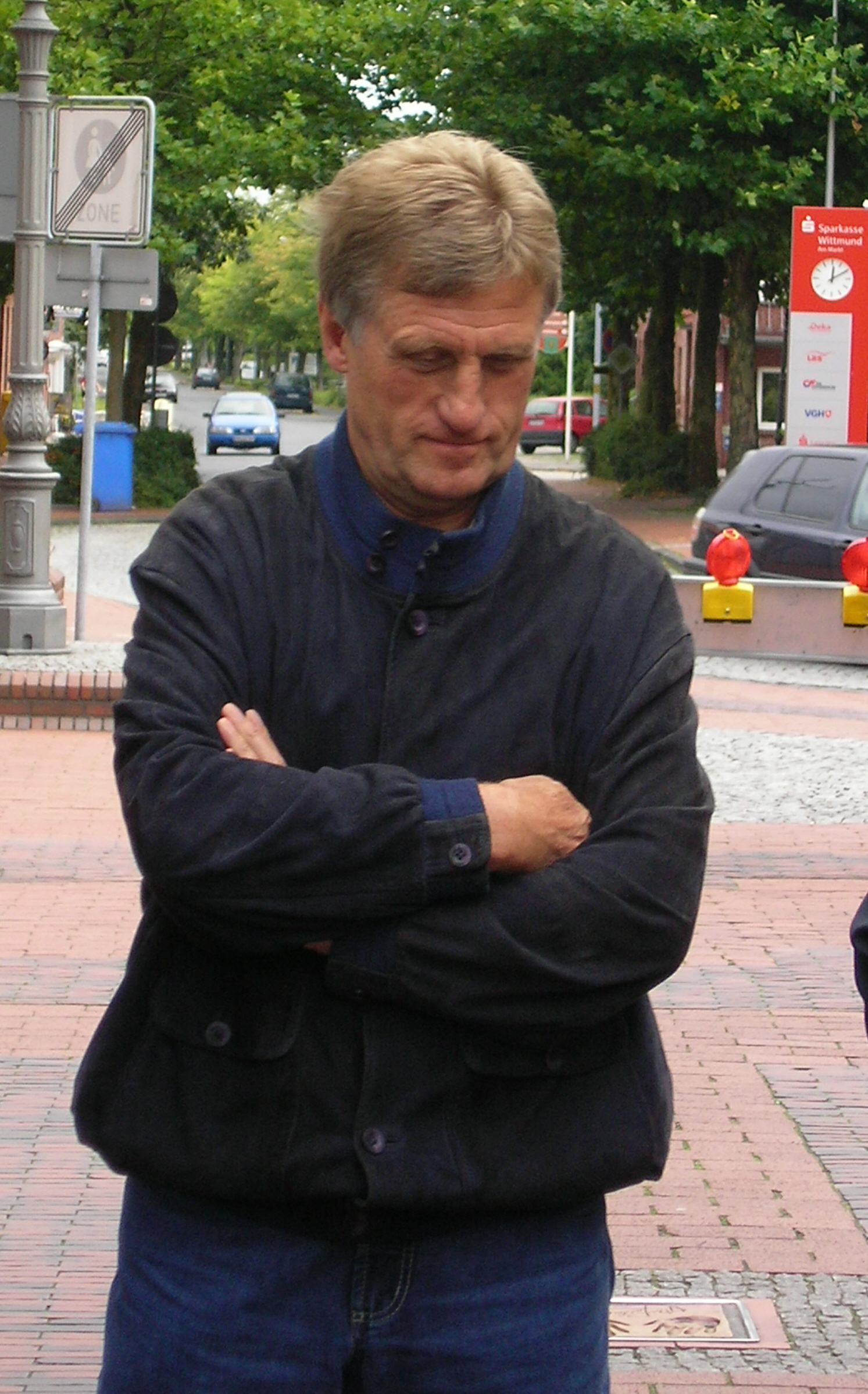
Klaus Fichtel, rekordzista pod względem występów

Stan na 26 maja 2021
| Najwięcej meczów w Bundeslidze | Najwięcej meczów w Bundeslidze | Najwięcej meczów w Bundeslidze |
| Lp.                            | Zawodnik                       | Mecze                          |
| ------------------------------ | ------------------------------ | ------------------------------ |
| 1.                             | Klaus Fichtel                  | 477                            |
| 2.                             | Norbert Nigbur                 | 355                            |
| 3.                             | Rolf Rüssmann                  | 304                            |
| 4.                             | Klaus Fischer                  | 295                            |
| 4.                             | Olaf Thon                      | 295                            |
| 6.                             | Herbert Lütkebohmert           | 286                            |
| 7.                             | Gerald Asamoah                 | 279                            |
| 8.                             | Mike Büskens                   | 257                            |
| 9.                             | Jiří Němec                     | 256                            |
| 10.                            | Benedikt Höwedes               | 240                            |

| Najwięcej goli w Bundeslidze | Najwięcej goli w Bundeslidze | Najwięcej goli w Bundeslidze |
| Lp.                          | Zawodnik                     | Gole                         |
| ---------------------------- | ---------------------------- | ---------------------------- |
| 1.                           | Klaus Fischer                | 182                          |
| 2.                           | Klaas-Jan Huntelaar          | 84                           |
| 3.                           | Ebbe Sand                    | 73                           |
| 4.                           | Kevin Kurányi                | 71                           |
| 5.                           | Olaf Thon                    | 52                           |
| 6.                           | Erwin Kremers                | 50                           |
| 7.                           | Ingo Anderbrügge             | 46                           |
| 8.                           | Helmut Kremers               | 45                           |
| 9.                           | Rüdiger Abramczik            | 44                           |
| 9.                           | Gerald Asamoah               | 44                           |

### Najlepsza jedenastka 100-lecia istnienia Schalke 04
W 2004 roku na 100-lecie istnienia Schalke 04 blisko 10 tysięcy fanów wybrało najlepszą jedenastkę w historii istnienia klubu:
| Nr | Poz. | Piłkarz           |
| -- | ---- | ----------------- |
|    | BR   | Norbert Nigbur    |
|    | OB   | Klaus Fichtel     |
|    | OB   | Rolf Rüssmann     |
|    | OB   | Olaf Thon         |
|    | PO   | Marc Wilmots      |
|    | PO   | Fritz Szepan      |
|    | PO   | Ernst Kuzorra     |
|    | PO   | Ingo Anderbrügge  |
|    | NA   | Reinhard Libuda   |
|    | NA   | Klaus Fischer     |
|    | NA   | Rüdiger Abramczik |

## Obecny skład
Stan na 29 sierpnia 2024
| Nr | Poz. | Piłkarz                 |
| -- | ---- | ----------------------- |
| 1  | BR   | Ron-Thorben Hoffmann    |
| 2  | OB   | Felipe Sánchez          |
| 4  | OB   | Steve Noode             |
| 5  | OB   | Derry Murkin            |
| 6  | PO   | Ron Schallenberg        |
| 7  | PO   | Paul Seguin             |
| 8  | NA   | Amin Younes             |
| 9  | NA   | Moussa Sylla            |
| 11 | NA   | Bryan Lasme             |
| 14 | PO   | Janik Bachmann          |
| 15 | NA   | Emil Højlund            |
| 16 | PO   | Mauro Zalazar           |
| 17 | OB   | Adrian Gantenbein       |
| 18 | NA   | Christopher Antwi-Adjei |
| 19 | NA   | Kenan Karaman (kapitan) |
| 20 | PO   | Ariş Bayındır           |
| 21 | ON   | Martin Wasinski         |

| Nr | Poz. | Piłkarz          |
| -- | ---- | ---------------- |
| 22 | OB   | Ibrahima Cissé   |
| 23 | OB   | Mehmet-Can Aydın |
| 24 | NA   | Ilyes Hamache    |
| 26 | OB   | Tomáš Kalas      |
| 27 | PO   | Lino Tempelmann  |
| 28 | BR   | Justin Heekeren  |
| 29 | PO   | Tobias Mohr      |
| 30 | OB   | Anton Donkor     |
| 31 | OB   | Taylan Bulut     |
| 32 | BR   | Luca Podlech     |
| 33 | OB   | Vitalie Becker   |
| 34 | BR   | Michael Langer   |
| 35 | OB   | Marcin Kamiński  |
| 36 | OB   | Niklas Barthel   |
| 37 | PO   | Max Grüger       |
| 38 | PO   | Tristan Osmani   |
| 39 | NA   | Peter Remmerr    |
|    | OB   | Dominick Drexler |
|    | BR   | Ralf Fährmann    |

### Piłkarze na wypożyczeniu
| Nr | Poz. | Piłkarz                                            |
| -- | ---- | -------------------------------------------------- |
| 41 | OB   | Henning Matriciani (w Mannheim do 30 czerwca 2025) |
|    | PO   | Emmanuel Gyamfi (we VVV Venlo do 30 czerwca 2025)  |
|    | NA   | Paul Pöpperl (we VVV Venlo do 30 czerwca 2025)     |

## Kibice – przyjaźnie i rywale
Kibice Schalke 04 przyjaźnią się z fanami 1. FC Nürnberg. Przyjaźń ta trwa od początku lat 80., a rozpoczęła się od nawiązania kontaktów przez fankluby obu zespołów – Fanklub Red Devils z Nürnberg i Schalker Gelsen-Szene. Przyjaźń po raz pierwszy została oficjalnie zaprezentowana 14 grudnia 1991 na meczu pomiędzy tymi zespołami na Frankenstadion w Norymberdze. Z kolei od początku lat 90. Schalke utrzymuje przyjazne kontakty z fanami holenderskiej drużyny FC Twente, a oba miasta Gelsenkirchen i Enschede leżą w odległości około 110 kilometrów od siebie.
Największym rywalem Schalke jest zespół Borussii Dortmund, z miasta Dortmund, leżącego podobnie jak Gelsenkirchen, w Zagłębiu Ruhry. Niechęć obu klubów ma swoje podłoże w ich pochodzeniu. Borussia wywodziła się z bogatej klasy średniej, podczas gdy Schalke przez lata było klubem górników mieszkających w mieście. Animozje pomiędzy kibicami nasiliły się głównie w latach 50. i lat 60., gdy fani Dortmundu zazdrościli zespołowi z Gelsenkirchen sukcesów na arenie krajowej. Mecze pomiędzy Schalke 04 a Borussią nazywane są Revierderby, a pierwszy mecz pomiędzy obydwoma drużynami został rozegrany 3 maja 1925 roku. Wygrali w nim piłkarze z Gelsenkirchen pokonując rywali 4:2.

## Sponsorzy

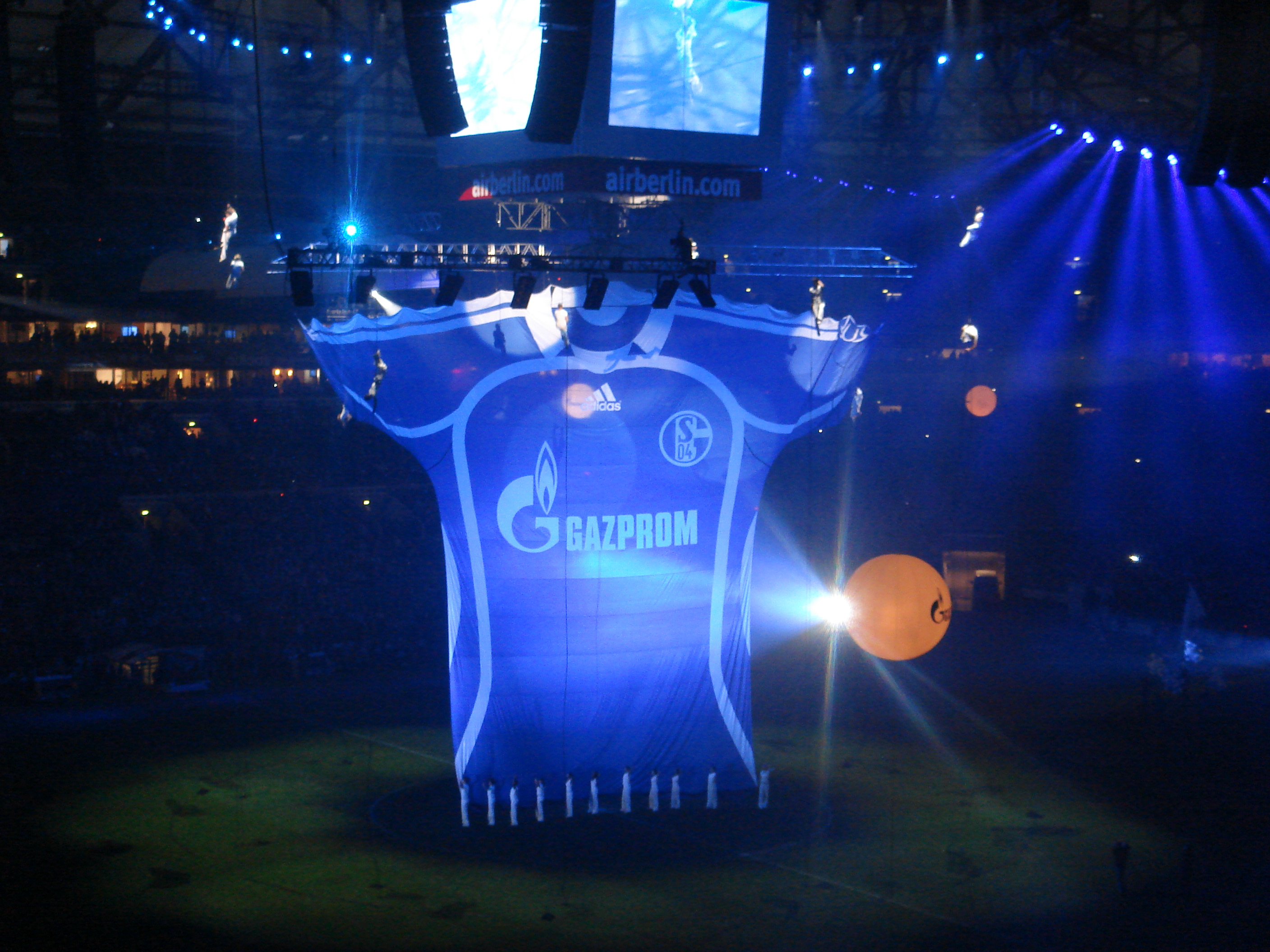
20 stycznia 2007, prezentacja nowej koszulki i sponsora Gazprom.

- 1978–1979: Deutsche Krebshilfe, instytut zdrowia z Bonn, Nadrenia Północna-Westfalia
- 1979–1983: Trigema, przedsiębiorstwo odzieżowe z Burladingen, Badenia-Wirtembergia
- 1983–1986: Paddock’s, przedsiębiorstwo odzieżowe z Bremy
- 1986–1987: Trigema,przedsiębiorstwo odzieżowe z Burladingen, Badenia-Wirtembergia
- 1987–1988: Dual, producent odtwarzaczy ze St. Georgen im Schwarzwald, Badenia-Wirtembergia
- 1988–1991: RH Alurad, producent felg aluminiowych z Attendorn, Nadrenia Północna-Westfalia
- 1991–1993: R’Activ, mleczarnia
- 1993–1994: Müller, mleczarnia z Fischach, Bawaria
- 1994–1997: Kärcher, producent artykułów gospodarstwa domowego z Winnenden, Badenia-Wirtembergia
- 1997–2001: Veltins, browar z Meschede, Nadrenia Północna-Westfalia
- 2001–2006: Victoria, firma ubezpieczeniowa z Düsseldorfu, Nadrenia Północna-Westfalia
- 2007–2022: Gazprom, koncern gazowy z Moskwy, Rosja

W związku z inwazją Rosji na Ukrainę władze klubu 28 lutego 2022 ogłosiły przedterminowe zakończenie współpracy sponsorskiej z rosyjskim przedsiębiorstwem Gazprom, która trwała od 2007, a podpisana w 2021 odnowiona umowa miała obowiązywać do 2025.

## Inne sekcje sportowe

### Koszykówka
Drużyna koszykówki Schalke 04 istnieje od 1974 roku, gdy została przemianowana z BG Eurovia Buer na Schalke 04. Rok później awansowała do 2. Bundesligi, a w 1988 roku do Bundesligi. Pobyt w niej trwał tylko rok, a w 1993 roku zespół spadł do Regionalligi. Z kolei w 1998 roku ponownie nastąpił awans do 2. Bundesligi, w 2000 roku spadek, a w 2004 roku ponowny awans. Obecnie zespół występuje w lidze Pro A, będącej drugim szczeblem rozgrywek koszykówki w Niemczech.

### Piłka ręczna
Sekcja piłki ręcznej Schalke 04 powstała w 1926 roku. W 1929 roku wywalczyła mistrzostwo Gauligi i grała w niej aż do rozpoczęcia II wojny światowej. Po jej zakończeniu największym sukcesem był awans do Oberligi. Obecnie zespół gra w rozgrywkach Verbandsligi, czyli na szczeblu piątej ligi.

### Lekkoatletyka
Najstarszą sekcją sportową Schalke 04 oprócz sekcji piłkarskiej jest sekcja lekkiej atletyki. Została założona w 1922 roku. Jej wychowanką była kilkukrotna mistrzyni Niemiec, sprinterka Erika Rost, która ma w karierze udział w Letnich Igrzyskach Olimpijskich. Z kolei członek sekcji Frank Busemann zdobył srebrny medal dla Niemiec na Olimpiadzie Letniej w Atlancie w 1996 roku w dziesięcioboju.

### Tenis stołowy
Sekcja tenisa stołowego Schalke 04 istnieje od 1947 roku. W sezonie 1952/1953 występowała przez jeden rok w rozgrywkach Oberligi, najwyższej wówczas klasy rozgrywkowej w kraju. Obecnie drużyna tenisistów stołowych występuje w Bezirksklasse.

### Esport
Sekcja sportów elektronicznych z dywizją rywalizującą w grze komputerowej League of Legends, powstała w 16 maja 2016 roku poprzez wykupienie miejsca w EU LCS od organizacji Elements, przy równoczesnym zachowaniu części składu, tj. górny Etienne „Steve” Michels, leśnik Erberk „Gillius” Demir, strzelec Rasmus „MrRallez” Skinneholm oraz wspierający Hampus Mikael „promisq” Abrahamsson. Do składu dołączono środkowego Jérémyego „Eika” Valdenaire. Była to druga na świecie sytuacja, kiedy profesjonalna organizacja sportowa zainteresowała się League of Legends na poziomie ligi regionalnej (pierwszym była turecka drużyna Beşiktaş JK).
W sezonie letnim 2016 zdobyła 8. miejsce z wynikiem 3-9-6 i była zmuszona walczyć w turnieju relegacyjnym do sezonu wiosennego 2017. Przegrała finały kwalifikacyjne wynikiem 1-3 z organizacją Misfits. Organizacja Schalke postanowiła sprzedać swoje miejsce w prestiżowej lidze LCS i spróbować sił w kwalifikacjach w drugiej lidze EU Challanger Series, w zmienionym składzie. Wystąpili w nim Lennart „Jaeger” Warkus, Jean-Victor „Ioulex” Burgevin, Marcin „Selfie” Wolski, Elias „Upset” Lipp oraz Oskar „VandeR” Bogdan.
W wiosennym sezonie EUCS 2017, osiągnęli najlepszy wynik 5-0-0, ale w fazie pucharowej przegrali z akademią Misfits 1-3. Skład zaktualizowano o Jonasa „Memento” Elmarghichi na pozycji junglera, Marc Robert „Caedrel” Lamont na środku i Tore’a Hoela „Tor” Eilertsena na wsparciu. Nowy skład zajął drugie miejsce w letnim sezonie EUCS z wynikiem 3-2-0, a w fazie pucharowej pokonali organizację RedBulls 3-1. W turnieju promocyjnym do wiosennego sezonu w EU LCS, przegrali pierwszy mecz kwalifikacyjny z Giants Gaming 2-3, a następnie wygrali drugi mecz z Ninjas in Pyjamas 3-0.
W wiosennym sezonie EU LCS 2018, odbudowany skład Kiss „Vizisacsi” Tamás, Milo „Pridestalkr” Wehnes, Erlend Våtevik „nukeduck” Holm, Upset oraz Vander zajął ósme miejsce w sezonie regularnym z wynikiem 7-11. W sezonie letnim Pridestalkra zastąpił doświadczony Maurice „Amazing” Stückenschneider, co poskutkowało awansem w tabeli na trzecie miejsce z wynikiem 12-6. W fazie pucharowej doszli do finału, ostatecznie przegrywając 1-3 z Fnatic. O losie miejsca na Mistrzostwach Świata 2018 zdecydowała porażka z1-3 z G2 Esports w turnieju regionalnym. 20 listopada Riot Games ogłosiło Schalke 04 jako jedną z dziesięciu drużyn partnerskich wiosennego sezonu LEC 2019.
W wiosennym sezonie LEC 2019, nowy skład (Andrei „Odoamne” Pascu, Memento, Felix „Abbedagge” Braun, Upset, Lee „IgNar” Dong-geun), zajął siódme miejsce z wynikiem 9-9, po przegranej dogrywce z SK Gaming. Przed rozpoczęciem sezonu letniego zatrudnili nowego, doświadczonego leśnika Kima „Trick” Gang-yuna. Dzięki zmianie Schalke zajęło czwarte miejsce z wynikiem 11-7, a w fazie pucharowej przegrali 0-3 w półfinale z Fnatic. W turnieju regionalnym o miejsce na Mistrzostwach, przegrali 0-3 w drugiej rundzie ze Splyce, mimo że to oni byli faworytami.
W wiosennym sezonie 2020, skład Odoamne, Gillius, Abbedagge, Konstantinos-Napoleon „Forgiven” Tzortziou, Han „Dreams” Min-kook nie osiągał dobrych rezultatów. Po słabym początku Gilliusa zmienił Lukas „Lurox” Thoma, a Forgivena – Nihat „Innaxe” Aliev, z akademii FC Schalke 04 Evolution. Ostatecznie zajęli ósme miejsce z wynikiem 6-12. W sezonie letnim ponownie wyciągnięto graczy z akademii, tym razem całą dolną alejkę Matúša „Neona” Jakubčíka oraz Risto „Nukes” Luuriego. W połowie sezonu letniego 2020 po dziesięciu meczach drużyna miała wynik 1-9 zajmując ostatnie miejsce w tabeli. W drugiej rundzie gracze Schalke zdołali wygrać siedem spotkań z rzędu kończąc sezon zasadniczy z wynikiem 8-10, co pozwoliło na zajęcie szóstego miejsca w tabeli tym samym kwalifikując drużynę do fazy pucharowej. Ostatecznie przegrali 1-3 w drugiej rundzie fazy pucharowej z hiszpańską organizacją MAD Lions, ponownie przegrywając ostatnie miejsce na Mistrzostwa Świata. Ponownie przeprowadzono zmiany w składzie – na górnej alei obsadzono Sergena „Broken Blade” Çelika, na pozycji wspierającego Dino „LIMIT” Tota.
W wiosennym sezonie 2021, skład Broken Blade, Gillius, Abbedagge, Neon i LIMIT zajął czwarte miejsce w sezonie regularnym z wynikiem 9-9. W fazie pucharowej, w trzeciej rundzie niższej drabinki przegrali 1-3 z Rogue. W okresie transferowym Gilliusa zastąpiono Thomasem „Kirei” Yuenem, a Abbedagge Iliasem „NUCLEARINT” Bizrikenem.
29 czerwca 2021 r. klub ogłosił, że ze względu na trudności finansowe zespół opuści LEC po letniej rundzie sezonu 2021. Jego miejsce zajmie szwajcarska drużyna Team BDS, która wykupiła miejsce Schalke w lidze za kwotę 26,5 mln euro. Większość sztabu oraz zawodników, w sezonie 2022 trafiło do innych drużyn w LEC.